# Первая Архипелагская экспедиция
О других Архипелагских экспедициях см. Архипелагские экспедиции русского флота
Первая Архипелагская экспедиция (греч. Ορλωφικά, тур. Orlov isyanı) — поход и стратегические действия русского Балтийского флота в Средиземном море (основные события происходили в Эгейском море или, как тогда говорили, в «Греческом Архипелаге», отсюда и название «Архипелагская экспедиция») в 1769—1774 годах во время русско-турецкой войны 1768—1774 годов.

## Предыстория экспедиции
Со времён Петра I русские военные корабли активно плавали по северным морям — по Белому и Балтийскому. Часто корабли, построенные в Архангельске, минуя Скандинавский полуостров приплывали в Балтийское море. Ко временам Петра восходит и первое плавание корабля под российским флагом в Средиземное море. Это был линейный корабль «Армонт», в сентябре 1717 года отправившийся из Кронштадта в Средиземное море. На его борту находился груз пользовавшихся спросом русских товаров с севера: икра, сёмга, треска, рожь, сало, воск. В этом плавании, продолжавшемся с сентября 1717 по весну 1719 года, русский корабль побывал в Испании, Ливорно и Венеции. Именно к этому периоду относятся и первые контакты эмиссаров русского правительства со славянскими народами Балканского полуострова. Но эти контакты были эпизодическими и быстро прервались.
В 1725 году в испанский Кадис с торговыми целями прибыла целая эскадра в составе трёх кораблей. Её командир, капитан 3-го ранга И. Кошелев, был произведён через чин сразу в капитаны 1-го ранга, «понеже он в Испании с российскими кораблями был первый».
В начале 1760-х годов после длительного перерыва русское правительство вновь обратило внимание на Средиземное море. В 1764 году под видом торгового судна в Средиземное море послали военный фрегат «Надежда Благополучия», который в дальнейшем принял участие в Первой Архипелагской экспедиции в составе первой эскадры. Фрегат был укомплектован военной командой, экипаж получил инструкции делать гидрографические планы портов и проливов Средиземного моря. В результате этого похода была получена довольно ценная информация о влиянии средиземноморских вод на корпуса кораблей российской постройки. После обследования фрегата во время его полугодовой стоянки в Ливорно было принято важное решение: корпуса кораблей, направляемых в Средиземное море, необходимо дополнительно обшивать дубовыми досками с прокладкой из овечьей шерсти во избежание повреждения червями.
В середине 1760-х годов стали завязываться регулярные контакты между жителями Балканского полуострова — греками и балканскими славянами с агентами русского правительства в Венеции. Известно, что в 1765 году добровольные российские эмиссары посещали полуостров Мани на Пелопоннесе (тогда он назывался Морея) под видом торговцев и установили контакты с местными жителями — майнотами. В 1768 году, с объявлением Османской империей войны России эти контакты усилились, русское правительство стало поддерживать идею восстания православных народов Балканского полуострова (главным образом греков) против турецкого владычества.

## Цели экспедиции

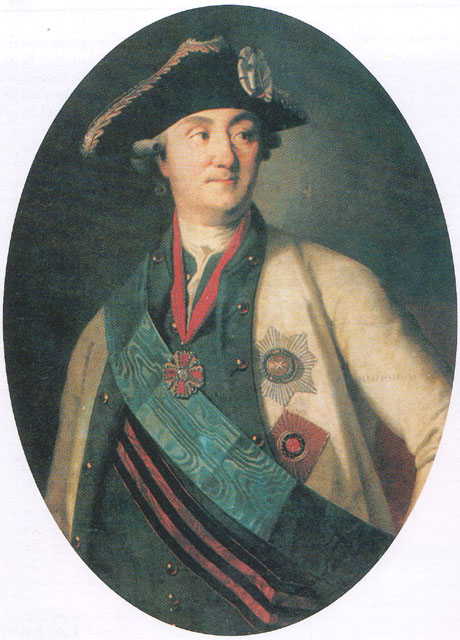
граф Алексей Орлов — вдохновитель и первый командующий экспедицией (портрет работы К. Л. Христинека)

Российская империя в начале войны не имела флота на Чёрном море. Основной целью экспедиции была поддержка восстания христианских народов Балканского полуострова (в первую очередь греков Пелопоннеса и островов Эгейского моря) и нанесение удара Османской империи с тыла. В ходе боевых действий планировалось нарушить её морские коммуникации в Средиземном море, отвлечь часть сил противника с Дунайского и Крымского театров войны, блокировать Дарданеллы, захватить её важные приморские пункты и занять Балканский полуостров. В планах экспедиции был и прорыв через Дарданеллы к Константинополю и принуждение турок к капитуляции.
Экспедиция происходила в благоприятных для России внешнеполитических условиях. Дания контролировала Зундские проливы и от её согласия зависело выпустить или нет Российский флот из Балтийского моря. Россия в XVIII веке была противником Швеции и союзником Дании, а потому Дания очень благосклонно отнеслась к проходу русских эскадр через проливы. Ряд датских моряков был нанят на корабли экспедиции, в Дании русские эскадры запасались провизией и водой. Благоприятно к экспедиции относилась и Англия. Это было связано с тем, что последняя рассчитывала на ослабление Османской империи, в которой её традиционный противник Франция имела большое экономическое влияние, которое Англия рассчитывала подорвать. Реваншистские намерения Франции в Канаде и Индии также делали её в глазах англичан более опасным противником, чем Россия, поставлявшая Лондону немало стратегических товаров. Поддержка Англии позволила русскому флоту нанять опытных британских боевых офицеров разного звена и получить важную помощь в снабжении и починке кораблей непосредственно в Англии и в опорных пунктах в Средиземном море, принадлежащих англичанам, — в Гибралтаре и на Менорке. Благожелательный нейтралитет и содействие русскому флоту оказывало также Великое герцогство Тоскана, в главном порту этого государства — в Ливорно русские корабли ремонтировались, в этом порту руководитель экспедиции Алексей Орлов жил в течение многих месяцев. Через Ливорно экспедиция осуществляла связь с Россией.
Впервые мысль послать эскадру к берегам Эгейского моря, поднять и поддержать восстание проживавших там православных народов против турок высказал тогдашний фаворит Екатерины II Григорий Орлов в начале ноября 1768 года, ещё до подписания манифеста об объявлении войны. Существует мнение, что идея впервые была высказана будущим руководителем экспедиции графом Алексеем Орловым, братом Григория, а Григорий лишь поддержал её и донёс до Екатерины. Алексей Орлов писал Григорию о задачах подобной экспедиции и войны в целом: «Если уж ехать, то ехать до Константинополя и освободить всех православных и благочестивых от ига тяжкого. И скажу так, как в грамоте государь Пётр I сказал: а их неверных магометан согнать в степи песчаные на прежние их жилища. А тут опять заведётся благочестие, и скажем слава Богу нашему и всемогущему». При внесении проекта экспедиции в Совет при императрице Григорий Орлов формулировал своё предложение так: «послать, в виде вояжа, в Средиземное море несколько судов и оттуда сделать диверсию неприятелю». 12 (23) ноября 1768 года на заседании Совета Григорий Орлов уже обстоятельно изложил своё мнение об экспедиции в Средиземное море. Предложение было принято (при этом Саксонский посланник Сакен уверял, что большинство Совета относилось к проекту экспедиции скептически, но императрица настояла на нём). Алексей Орлов был назначен командующим экспедицией в должности генерала-аншефа.
В состав экспедиции вошли 5 эскадр Балтийского флота — 20 линейных кораблей, 6 фрегатов, 1 бомбардирский корабль, 26 вспомогательных судов, свыше 8 тысяч человек десанта, всего состав экспедиции свыше 17 тысяч человек. Кроме них было куплено в Англии, а также непосредственно в Греции (или добровольно присоединились к русскому флоту) 2 бомбардирских судна и несколько фрегатов.
Первой эскадрой (в составе 7 линейных кораблей — «Святой Евстафий», «Святослав», «Трёх Иерархов», «Трёх Святителей», «Святой Януарий», «Европа» и «Северный Орёл», 1 бомбардирский корабль «Гром», 1 фрегат «Надежда Благополучия» и 9 вспомогательных судов) командовал адмирал Г. А. Спиридов. 18 (29) июля 1769 года эскадра вышла из Кронштадта и отправилась вокруг Европы в сторону архипелага. Вторая эскадра (в составе 3 линейных кораблей — флагманского «Не тронь меня», «Тверь», «Саратов», 2 фрегатов — «Надежда» и «Африка», судна «Чичагов» и 2 пинков) под командованием перешедшего на русскую службу англичанина контр-адмирала Джона Эльфинстона вышла из Кронштадта 9 (20) октября.

## Состав эскадр экспедиции

### Первая эскадра

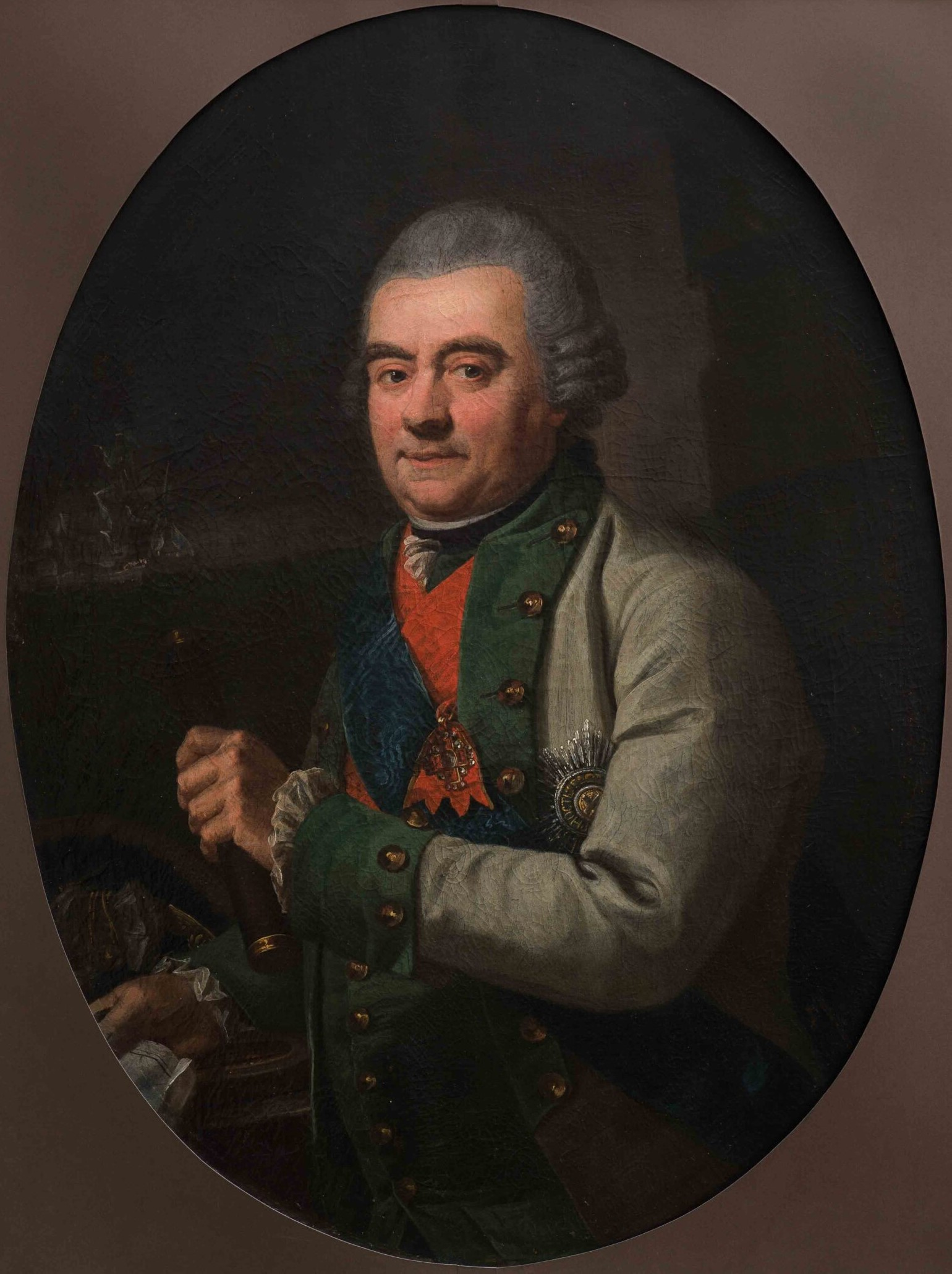
Адмирал Григорий Спиридов

Командующий адмирал Г. А. Спиридов. Вышла из Кронштадта в июле 1769 года, прибыла в Эгейское море в марте 1770.
Линейные корабли
- «Святой Евстафий», 66 пушек (командир капитан Круз) — флагманский корабль адмирала Спиридова. Взорвался в Хиосском сражении.
- «Трёх Иерархов», 66 пушек (командир капитан-командор Грейг) — флагманский корабль под Кайзер-флагом руководителя экспедиции графа Алексея Орлова, участвовал до конца экспедиции.
- «Святослав», 86 пушек (командир капитан-командор Барш) — в начале экспедиции получил повреждение, после починки присоединился ко второй эскадре Эльфинстона, стал флагманом второй эскадры. Сел на мель около острова Лемнос в 1770 году и был сожжён.
- «Святой Януарий», 66 пушек (командир капитан Борисов), участвовал до конца экспедиции, разломан за ветхостью в 1775.
- «Трёх Святителей», 66 пушек (командир капитан Роксбург), участвовал до конца экспедиции, разломан за ветхостью в 1775.
- «Северный Орёл», 66 пушек (командир капитан Клокачёв) — получил повреждение во время перехода, ремонтировался в Англии, был признан негодным, разобран в Англии в 1770 году.
- «Европа», 66 пушек (командир капитан Херасков, затем сменил Клокачёв) — участвовал до конца экспедиции.
- «Ростислав», 68 пушек (командир капитан Лупандин) — был присоединён к эскадре в Копенгагене вместо «Святослава», участвовал до конца экспедиции.

Фрегат
- «Надежда Благополучия», 36 пушек (командир капитан Аничков) — разломан в 1773 году.

Бомбардирное судно
- «Гром», 12 пушек (командир лейтенант Перепечин) — разломан в 1773 году.

Пакетботы
- «Летучий», 14 пушек (командир лейтенант Ростиславский), разломан в 1771 году.
- «Почтальон», 14 пушек (командир лейтенант Еропкин), участвовал до конца экспедиции.

Пинки
- «Лапоминк», затонул в проливе Каттегат в сентябре 1769 года
- «Соломбал», разломан по ветхости в 1773 году.
- «Венус», участвовал до конца экспедиции.
- «Сатурн», участвовал до конца экспедиции.

### Вторая эскадра
Командующий контр-адмирал Джон Эльфинстон. Вышла из Кронштадта в октябре 1769, прибыла в Эгейское море в мае 1770 года.
Линейные корабли
- «Тверь», 66 пушек (командир капитан Игнатьев) — в ноябре 1769 года во время шторма потерял мачты и вернулся в Ревель.
- «Не тронь меня», 66 пушек (командир капитан Хметевский) — участвовал до конца экспедиции, разломан за ветхостью в 1775 году.
- «Саратов», 66 пушек (командир капитан Бешенцов) — участвовал до конца экспедиции.

Фрегаты
- «Надежда», 32 пушки (командир капитан Поливанов) — участвовал до конца экспедиции.
- «Африка», 32 пушки (командир капитан Клеопин) — участвовал до конца экспедиции.

Пинки
- «Святой Павел», 12 пушек (командир лейтенант Кринцов) — разломан в 1772 году.

малые суда
- судно «Чичагов» (командир капитан-лейтенант Поярков) — погибло в 1771 году.

### Третья эскадра
Командующий контр-адмирал И. Н. Арф. Вышла из Кронштадта летом 1770 года, прибыла в Эгейское море в декабре 1770 года.
Линейные корабли
- «Св. Георгий Победоносец» (командующий капитан Палибин), 50 пушек[15] — участвовал до конца экспедиции.
- «Всеволод» (командующий капитан Фон Дезин), 66 пушек — участвовал до конца экспедиции.
- «Азия» (командующий капитан Толбузин), 54 пушки — без вести пропал в 1773 году.

В составе эскадры прибыло 13 транспортов с более чем 2 тысячами десанта.

### Четвёртая эскадра
Командующий переходом контр-адмирал В. Я. Чичагов, с сентября 1772 года капитан Коняев. Вышла из Кронштадта в мае 1772 года, прибыла к острову Цериго (Китира) в октябре 1772 года.
Линейные корабли
- «Чесма» (командующий капитан Аклейн), 74 пушки — участвовал до конца экспедиции
- «Граф Орлов» (командующий капитан Коняев), 66 пушек — флагманский, участвовал до конца экспедиции
- «Победа» (командующий капитан Новокщенов), 66 пушек — участвовал до конца экспедиции

### Пятая эскадра

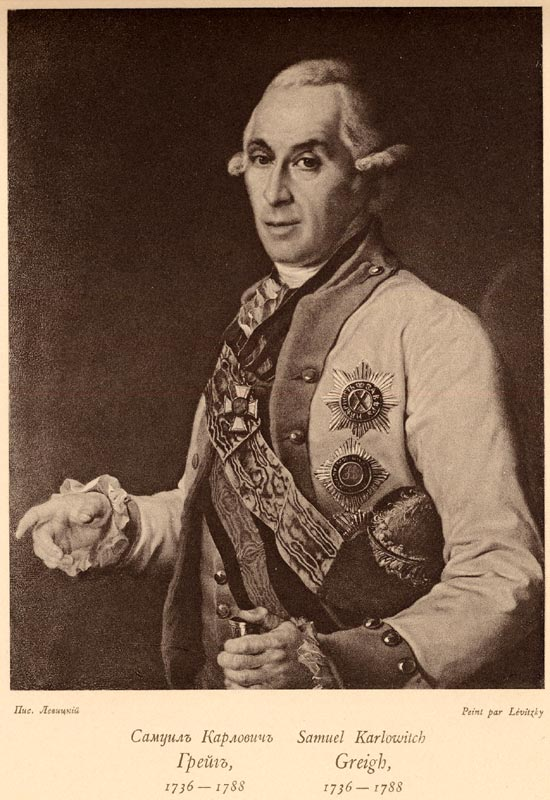
Контр-адмирал Самуил Грейг

Командующий контр-адмирал С. К. Грейг. Эскадра вышла из Кронштадта в октябре 1773 года, прибыла в Эгейское море в сентябре 1774 года (уже после заключения мира и в боевых действиях не участвовала).
Линейные корабли
- «Святой Великомученик Исидор» (командующий капитан Сурмин), 70 пушек, флагманский
- «Жён Мироносиц» (командующий капитан Фон-Дезин), 64 пушки
- «Александр Невский» (командующий капитан Воронов), 64 пушки
- «Дмитрий Донской» (командующий капитан Мусин-Пушкин), 64 пушки

Фрегаты
- «Павел» (командующий капитан Повалишин), 36 пушек
- «Наталья» (командующий капитан-поручик Боде), остался в Англии с больными

### Суда, приобретенные за границей во время экспедиции
Линейные корабли
- «Родос» (командующий капитан Круз), 80 пушек, взят в плен в Чесменском сражении в 1770 году, сел на мель и сожжён в 1770 году.

Фрегаты
- «Северный Орёл» (командующий капитан Жемчужников), 36 пушек, куплен в Англии в 1770 году и присоединился к третьей эскадре, участвовал до конца экспедиции.
- «Григорий» (командующий капитан Давыдов), добровольно присоединился к русскому флоту в Аузе в 1771 году, участвовал до конца экспедиции.
- «Парос» (командующий капитан Скуратов), 10 пушек, добровольно присоединился к русскому флоту в Эгейском море после Чесменского сражения в 1770 году, участвовал до конца экспедиции.
- «Победа» (командующий капитан Козлятьев), 16 пушек, куплен в Эгейском море в 1770 году, участвовал до конца экспедиции.
- «Святой Николай» (командующий капитан Паликути), 26 пушек, добровольно присоединился к русскому флоту в Витулло в феврале 1770 года, участвовал до конца экспедиции.
- «Святой Павел» (командующий капитан Алексиано П.), 22 пушки, куплен в Ливорно в 1770 году, участвовал до конца экспедиции.
- «Слава» (командующий капитан Войнович), 16 пушек, добровольно присоединился к русскому флоту после Чесменского сражения в 1770 году, участвовал до конца экспедиции.
- «Феодор» (командующий капитан Муромцев), куплен в Эгейском море в 1770 году, затонул в 1772 году возле острова Айос-Эфстратиос.
- «Санторин» (командующий лейтенант Овцин), 16 пушек, куплен в Эгейском море в 1770 году, затонул в 1771 году.
- «Констанция» (командующий капитан Алексиано А. П.), 22 пушки, куплен в Эгейском море в 1772 году, участвовал до конца экспедиции.
- «Запасный» (командующий капитан Федоров), добровольно присоединился к русскому флоту (четвёртой эскадре Коняева) в ноябре 1772 года, участвовал до конца экспедиции.
- «Помощный» (командующий капитан Киленин), 20 пушек, куплен в Эгейском море в 1772 году, участвовал до конца экспедиции.
- «Минерва» (командующий капитан Дугдаль), 32 пушки, переделан во фрегат из взятого в плен торгового судна в начале 1771 года, участвовал до конца экспедиции.
- «Архипелаг» (командующий лейтенант Мельников), 24 пушки, переделан во фрегат из взятого в плен торгового судна в начале 1771 года, участвовал до конца экспедиции.
- «Андро» (командующий лейтенант Поярков), 14 пушек, переделан во фрегат из взятого в плен торгового судна в начале 1771 года, разломан в 1772 году
- «Тино» (командующий капитан Проселков), 22 пушки, переделан во фрегат из взятого в плен торгового судна в начале 1771 года, участвовал до конца экспедиции.
- «Накция» (командующий капитан Корелли), 22 пушки, переделан во фрегат из взятого в плен торгового судна в начале 1771 года, участвовал до конца экспедиции.
- «Рафаил» (командующий капитан Александр Алексиано), куплен в Англии в 1771 году
- «Делос» (командующий капитан Скуратов), переделан во фрегат из взятого в плен торгового судна в начале 1771 года, разломан в 1773 году.
- «Мило» (командующий Суковатов), переделан во фрегат из взятого в плен торгового судна в начале 1771 года, разломан в 1772 году.
- «Миконо» (командующий лейтенант Козлятьев), 14 пушек, переделан во фрегат из взятого в плен торгового судна в начале 1771 года, разломан в 1773 году.
- «Зея» (командующий капитан Поповкин), 14 пушек, переделан во фрегат из взятого в плен торгового судна в начале 1771 года, разломан в 1772 году.

Бомбардирские суда
- «Молния» (командующий — капитан Мартемьян Сипягин, 1774 г.)
- «Страшный»

## Переход в Средиземное море

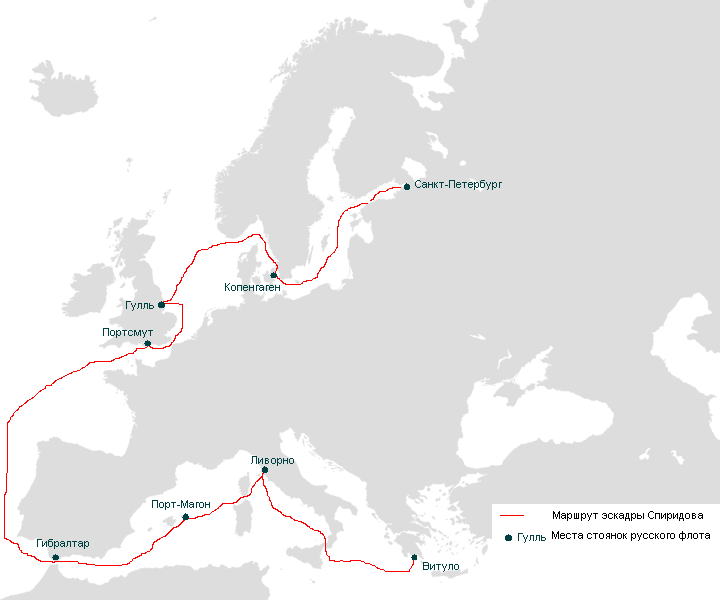
Карта перехода эскадры Спиридова из Кронштадта в Эгейское море

Переход в Средиземное море был трудным. Русский военный флот не имел опыта плавания на далёкие расстояния, на кораблях в результате штормов возникали значительные поломки. 10 (21) августа 1769 года открылась течь на самом мощном корабле «Святослав» — он с трудом вернулся в Ревель. За день до этого корабль «Святой Евстафий» потерял бизань-мачту. 30 августа (10 сентября) эскадра прибыла в Копенгаген. По прибытии в Копенгаген на кораблях имелось более 300 человек заболевших, 54 человека умерли. Повреждения на «Святославе» были настолько сильны, что Спиридов собственным решением присоединил к эскадре пришедший из Архангельска линейный корабль «Ростислав», а «Святослав» дожидаться не стал и эскадра отплыла в сторону Англии. Всего в Копенгагене стояли 10 дней. Шесть дней спустя во время ночного плавания в проливе Каттегат налетел на риф пинк «Лапомник». Прочие корабли эскадры с трудом избежали его участи благодаря пушечному сигналу — однако спасти пинк, сняв его с рифа, не смогли. 4 (15) сентября линейный корабль «Трёх Святителей» наскочил на песчаную мель, с мели его снять удалось, но повреждения были сильны и он вынужден был остановиться для ремонта в английском порту Гулль. К этому моменту количество больных в эскадре превысило 700 человек.

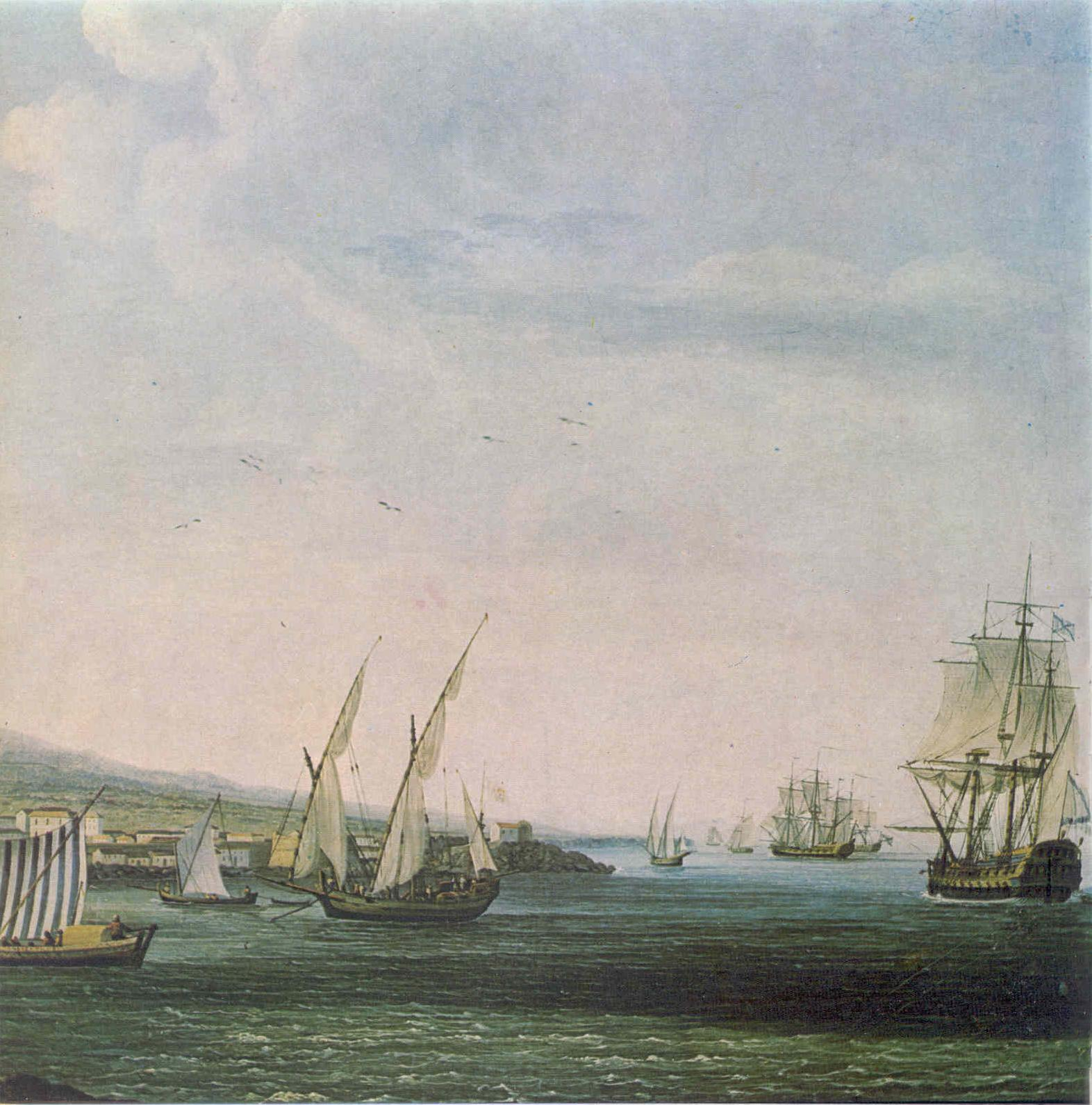
«Русская эскадра у берегов Катании» картина Якоба Филиппа Хакерта

Спиридов спешил в Средиземное море, а потому оставил своего заместителя контр-адмирала Самуила Грейга в Гулле с большей частью эскадры дожидаться починки и выздоровления больных, а сам с двумя линейными кораблями «Святой Евстафий» и «Северный Орёл», фрегатом «Надежда Благополучия» и бомбардирским судном «Гром» отправился в Гибралтар. В пути у корабля «Северный Орёл» открылась сильная течь, а потому он был вынужден вернуться в английский город Портсмут, где был признан негодным к плаванию. Во время шторма Спиридов на «Святом Евстафии» разлучился с остальными кораблями и прибыл в Гибралтар в начале ноября один. Там он решил не дожидаться остальной эскадры, а идти на принадлежащий тогда союзным англичанам остров Менорку в Порт-Магон. 26 октября (6 ноября) Грейг отплыл с основной частью эскадры из Англии и без потерь прибыл 12 (23) ноября в Гибралтар, где получил известие от Спиридова и направился на Менорку.
К Рождеству 1769 года в Менорке собрались лишь 9 судов: 4 линейных корабля — «Святой Евстафий», «Трёх Иерархов», «Трёх Святителей», «Святой Януарий», фрегат «Надежда Благополучия», 2 пинка — «Летучий» и «Почталион» и 2 транспорта — «Сатурн» и «Соламбул». К этому времени к 54 умершим в Балтийском море добавилось ещё 332 умерших, а больных в эскадре состояло 313 человек. Трудности перехода заставляли Орлова в Ливорно ужасаться состоянием флота, переход выявил сильную уязвимость и крупные недостатки действий плавания вдали от родных берегов. По пути следования первой эскадры остались 27 могил российских матросов в Копенгагене, 83 в Гулле, 118 в Портсмуте, свыше 50 на острове Менорка.
9 (20) января корабль «Трёх Иерархов», фрегат «Надежда Благополучия» и пакетбот «Почтальон» отправились за главнокомандующим в Ливорно. Основная же часть эскадры из Менорки в феврале 1770 года прибыла к берегам Греции. Отставшие корабли (линейные корабли «Ростислав», «Европа», транспорт «Венус») присоединились к флоту уже в Греции в марте.

## Кампания 1770 года

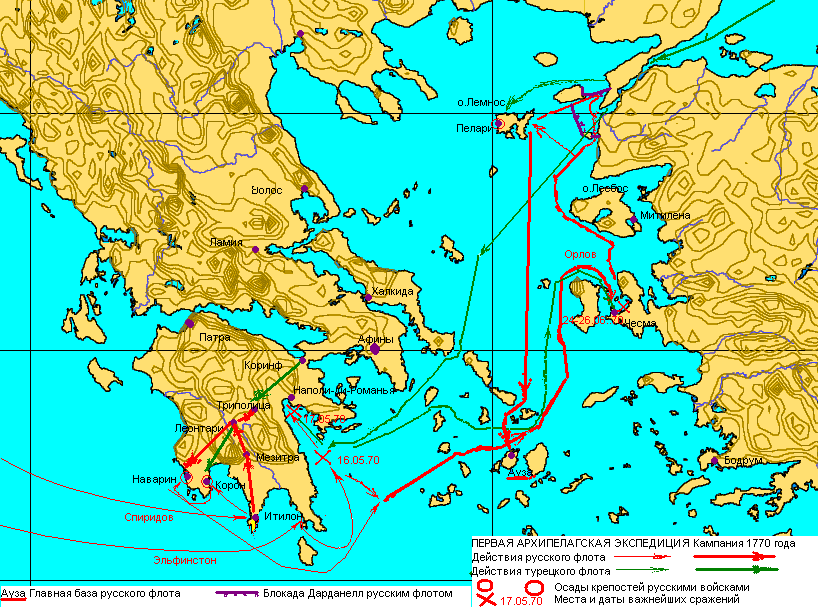
Действия русских войск и флота в 1770 году

### Операции в Морее
В феврале 1770 года 1-я эскадра достигла берегов полуострова Морея и 17 (28) февраля высадила десант в бухте Итилона (Виттуло). Целью десанта было занятие турецких укреплённых пунктов в Морее и поддержка греческих повстанцев — майнотов. Командовал десантом капитан Гавриил Барков. Отряд Баркова в составе 1200 человек (подавляющее большинство из них составляли майноты — арнауты и греки) 26 февраля (8 марта) подошёл к местечку Бердона, где сидел турецкий гарнизон в 1000 человек. Гарнизон в панике бежал. Десант 27 февраля (9 марта) совместно с греческими повстанцами блокировал крепость Мизитра (Мистра) и лишили осажденный турецкий гарнизон доступа к воде. После 9 дней блокады турки капитулировали. Барков и русская часть десанта рассчитывали сохранить им жизнь, но восставшие греки и арнауты были настолько разъярены против турок, что растерзали всех пленных. Это деяние серьёзно осложнило положение русских на всём полуострове и стало причиной неудачи десанта. Многие слабые турецкие гарнизоны в Морее, уже готовые сдаться, предпочли сражаться до конца, а не капитулировать, опасаясь быть растерзанными греческими повстанцами. В течение трёх недель Барков укреплял крепость и массово вербовал добровольцев из местных жителей в свой отряд, достигший к концу марта 8000 человек. С этим отрядом Барков 26 марта (6 апреля) выступил и овладел без боя городом Леонтари. Но в районе Триполицы в Аркадии совместный отряд из около 600 русских и более 7 тысяч греческих повстанцев потерпел поражение и вынужден был отойти к Мизитре. Основные же силы русского флота направились на запад полуострова и осадили крепости Наварин, Модон (Метони) и Корон (Корони). Основная эскадра направилась к Корону, у которого стала на якорь 28 февраля (10 марта). 1 (11) марта высадили десант в количестве 600 человек и приступили к осаде крепости. Бомбардировка с эскадры двое суток прикрывала осадные работы; мелкие суда высылались в это время от эскадры в крейсерство для пресечения подвоза съестных припасов. 14 (25) марта начали делать подкоп, и через три недели он был доведен под самые стены крепости, но был открыт турками и разрушен.

### Взятие Наварина

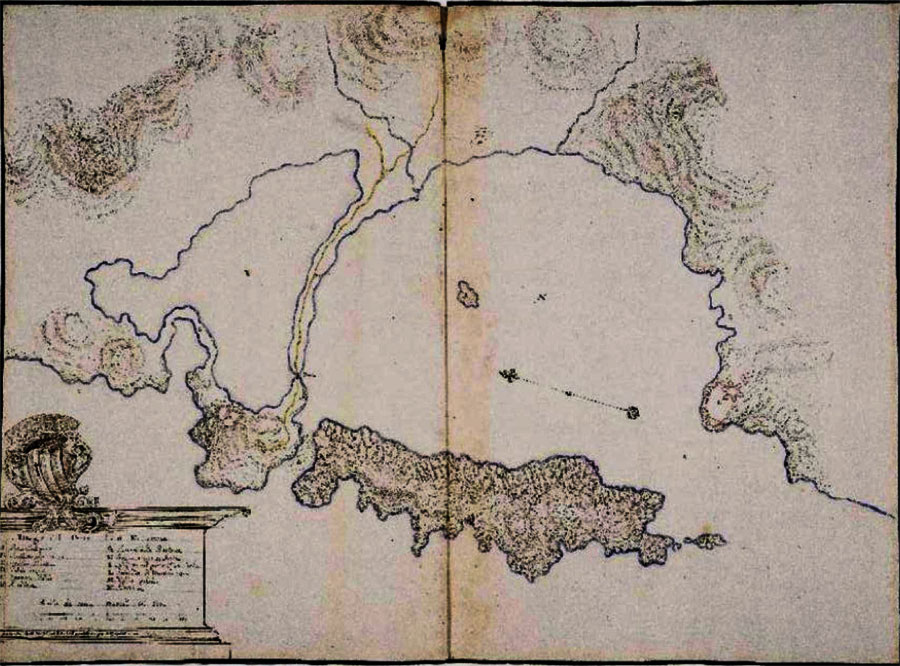
Карта Наваринской бухты начала XVIII века

Пока основная часть эскадры обстреливала крепость Корон, 2 линейных корабля («Святой Януарий», «Трёх святителей») и фрегат («Святой Николай») под общим командованием И. А. Ганнибала (брата деда Пушкина) осадили Наварин. Действия против Наварина начались 30 марта (9 апреля), русские корабли были встречены с крепости сильным огнём. Войдя в залив, русские корабли остановились на якоре в пушечном расстоянии от города. На возвышенном месте, находящемся с восточной стороны города, была немедленно построена 8-пушечная батарея из орудий 24-фунтового калибра; а другая батарея из 2-х также 24-фунтовых пушек была устроена на высоте, лежащей при входе в залив с западной стороны. Огонь с батарей был настолько силён, что в стене крепости образовался весьма значительный пролом. В это время к десанту присоединился пришедший сюда ещё раньше из Аркадии значительный отряд. Турецкий губернатор приказал сдать город, 10 (21) апреля русские заняли Наварин. В крепости были найдены 7 знамён, 42 медные пушки, 3 мортиры, 800 пудов пороха и другие припасы.
Наваринская бухта временно стала базой русского флота. Бухта была очень удобной для стоянки флота, она была надёжна защищена от штормов выступающим мысом. Но осаду с Корона пришлось снять, так как после поражения Баркова под Триполицей турки прислали на помощь гарнизону многотысячные подкрепления. 14 (25) апреля из Италии в Морею прибыл командующий Алексей Орлов. Из-за недостатка сухопутных войск Орлова и слабой боевой поддержки союзных греческих повстанцев действия русских войск были ограничены в апреле-мае осадой Модона.

### Осада Модона

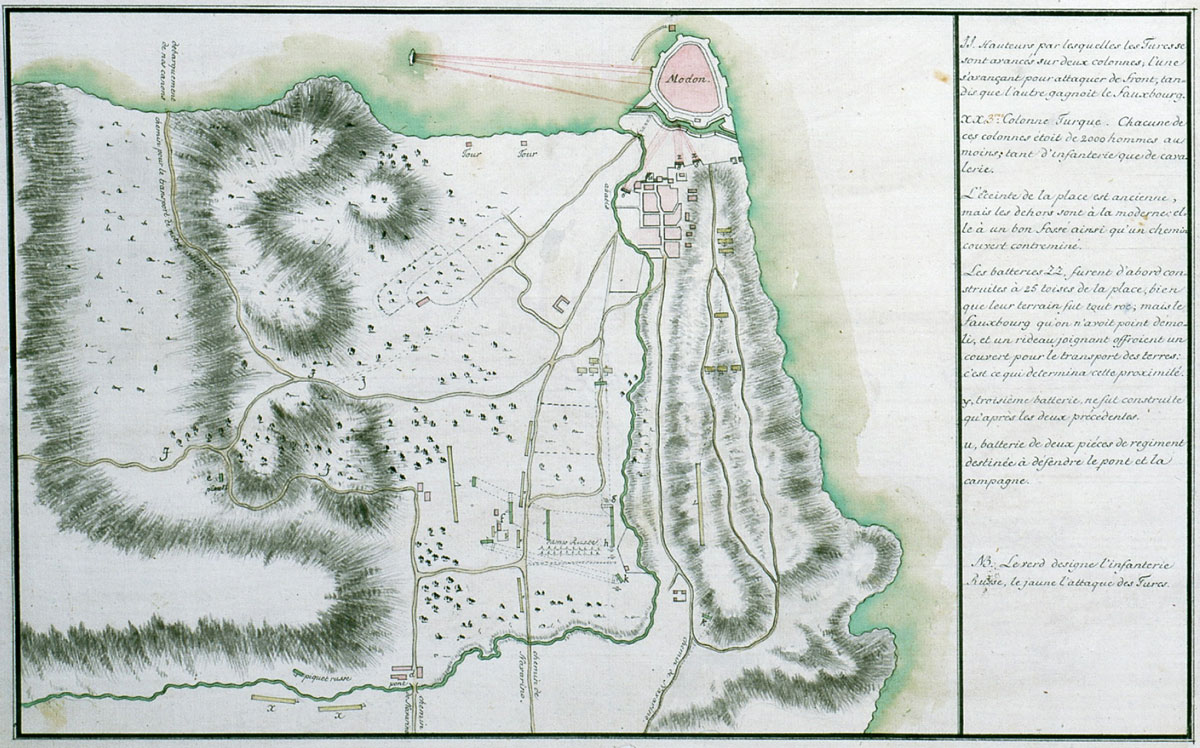
Карта осады русскими войсками крепости Модон в апреле-мае 1770 года (на французском языке)

Модон был важен для русского флота как самая ближайшая к Наварину крепость, без контроля над ней невозможно было обустроить долговременную базу в Наваринской бухте. Для захвата Модона Орлов отправил 18 (29) апреля князя Долгорукова с отрядом в 1300 человек (в основном греков и албанцев) с 4 пушками и двумя единорогами. Расчёт на внезапность нападения на крепость не оправдался, турки были предупреждены разведчиками и приготовились к обороне. Для осады крепости с моря Орлов отправил Грейга на линейном корабле «Трёх Иерархов» и с двумя фрегатами «Святой Николай» и «Надежда Благополучия». С кораблей на берег перевезли 22 крупных орудия и устроили две батареи на берегу и ещё одну на острове, расположенном к востоку от крепости. С 29 апреля (9 мая) по 5 (16) мая русские постоянно обстреливали крепость, в результате в ней образовалась значительная брешь. Но 3 (14) мая стало известно о наступлении значительных турецких сил во главе с пашой Мореи. Против них Долгоруков выставил заслон из недисциплинированых греческих повстанцев. При первом натиске неприятеля греческие отряды дрогнули; русский десант держался ещё около 5 часов, но бороться против 8-тысячного турецкого войска он не смог. Турки овладели береговой батареей, русский отряд отступил к Наварину. При отступлении десантом были потеряны все орудия, убито было свыше 200 человек (в том числе 5 офицеров), ранено более 300 (в том числе генерал-майор князь Долгоруков и 16 офицеров). На следующий день после ухода десанта перешли в Наварин и участвовавшие в осаде Модона суда.
В середине мая прибыла вторая эскадра Д. Эльфинстона — 3 линейных корабля (66-пушечные «Саратов», флагманский «Не тронь меня» и отставший ещё от первой эскадры 80-пушечный «Святослав»), 2 фрегата («Надежда» и «Африка»), несколько транспортных и вспомогательных судов.

### Сражение при Наполи-ди-Романья
9 (20) мая 1770 года эскадра Эльфинстона прибыла к берегам Мореи, в Колофинкский залив (восточный берег полуострова Пелопоннес).
11 (22) мая Эльфинстон высадил у Рупины десант, который должен был направиться к Мезитре. Эльфинстон решил уже на другой день после своего прихода в Колокинфский залив пойти разыскивать турецкий флот, о котором он узнал от греков, едва только причалил. 12 (23) мая он снялся с якоря и направился в залив Наполи-ди-Романья, где находился весь турецкий флот. Турецкая эскадра как раз собиралась выйти из залива Наполи-ди-Романья. 16 (27) мая Эльфинстон встретил и не устрашился немедленно атаковать турок, хотя для первого удара у него было в распоряжении всего 3 линейных корабля и 2 фрегата, а у турок, которыми командовал высший начальник флота капудан-паша, было 10 линейных кораблей, 6 фрегатов и каравелл и несколько гребных галер и судов. Русские открыли стрельбу, но турки не приняли боя и поспешили укрыться в Наполи-ди-Романья под прикрытие береговых батарей. Бой продолжался около часа. Потери, понесенные русскими судами, были ничтожны: в корпус «Саратова» и «Не тронь меня» было только четыре попадания ядер, и на этих кораблях слегка был поврежден рангоут; потери в личном составе были только на «Не тронь меня»: 1 убит и 6 ранено.

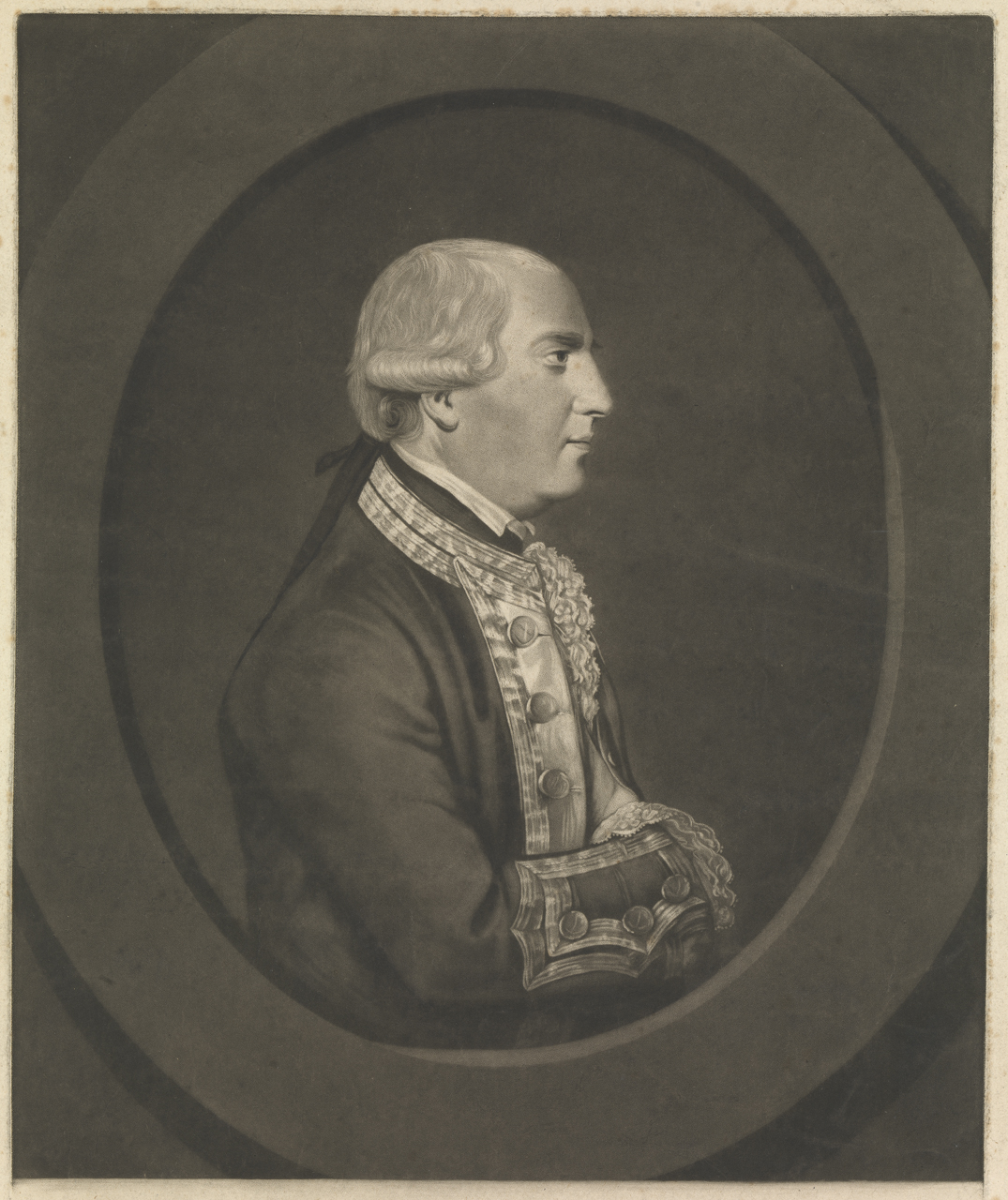
Контр-адмирал Джон Эльфинстон

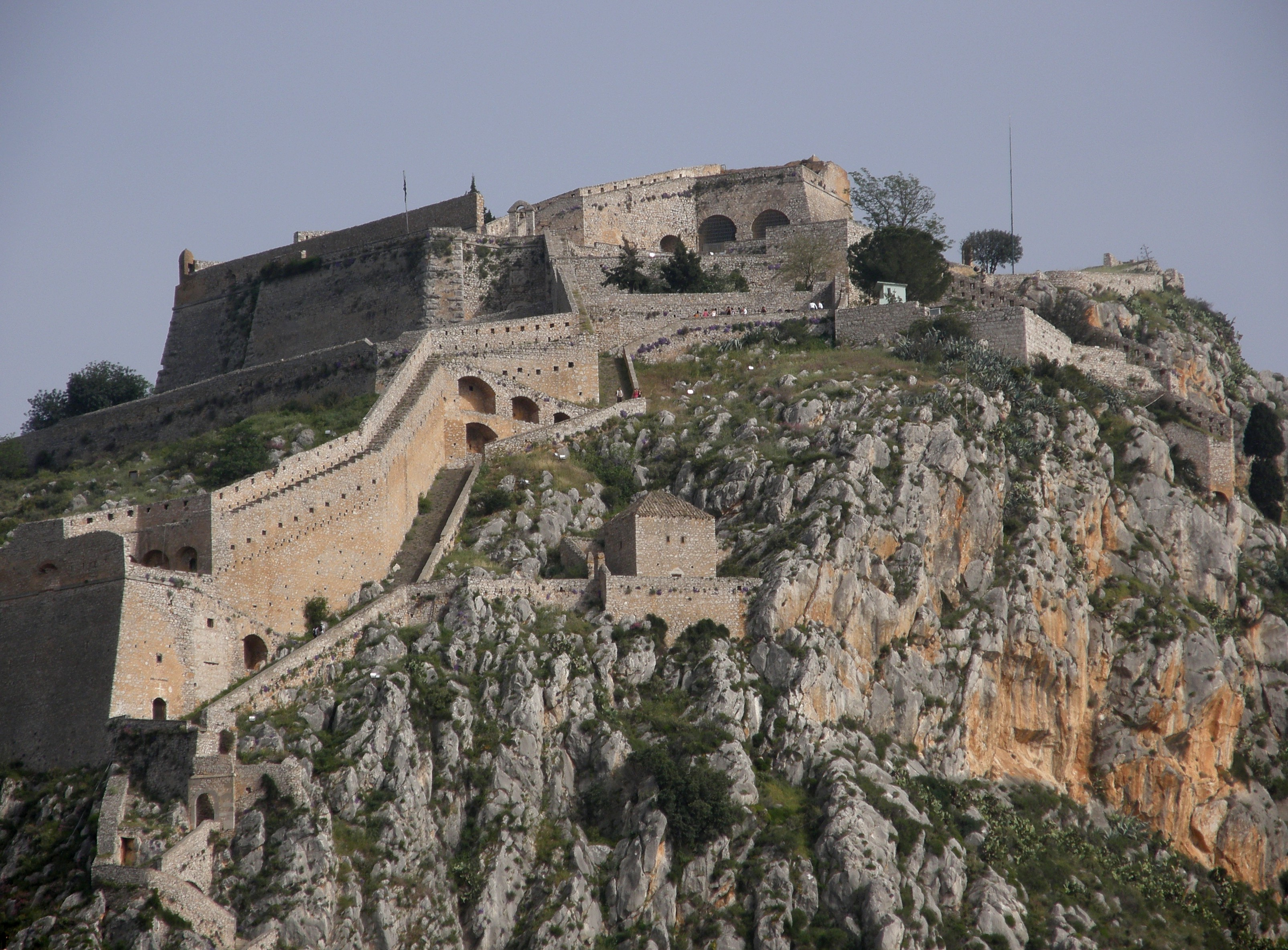
Стены крепости «Паламиди», под защитой батарей которой укрылся турецкий флот

Бегство турецкого флота удалось потому, что внезапно наступил штиль, и русские корабли оказались совершенно неспособны к продвижению, а турецкие суда были отбуксированы гребными судами в глубину залива, к берегу. У русских в тот момент гребных судов не оказалось.
Только днем 17 (28) мая задул небольшой ветер и Эльфинстон вновь принял решение атаковать противника, и около 3 часов дня русские корабли открыли огонь. Бой продолжался около 3 часов, затем турки укрылись под стенами Наполи-де-Романья, полагая, что ведут бой с растянувшимся русским флотом. Бой закончился без потерь для русского флота, на турецком флагманском корабле был поврежден бушприт.
Эльфинстон сначала было попробовал блокировать в этой бухте турецкий флот, но потом раздумал и отошёл ввиду подавляющего превосходства турецких сил. В это время Спиридов с основной частью своей эскадры вышел из Наваринской бухты, забрал десант, высаженный Эльфинстоном у Рупины, и двинулся на соединение со второй эскадрой. Орлов же с одним линейным кораблём «Трёх иерархов», фрегатом и несколькими мелкими судами оставался в Наваринской бухте. 22 мая (2 июня) вторая эскадра Эльфинстона объединилась с эскадрой Спиридова. Объединённая русская эскадра вернулись в Наполи-ди-Романья, однако турок уже не застала: командующий турецким флотом Гасан-бей со своим флотом бежал по направлению к Хиосу.
В это время положение Орлова в Наварине было очень тяжёлым. Турецкая армия осадила крепость. 20 (31) мая турки взорвали водопровод. Из-за военной слабости союзных греческих повстанцев в Морее, проблем с питьевой водой и уязвимости с суши базы русского флота со стороны приближающейся из-под Мизитры сильной турецкой армии Орлов принял решение полностью перенести боевые действия в Эгейское море и 23 мая (3 июня) взорвал крепость в Наварине и оставил Морею. Турки немедленно заняли развалины крепости и стали обстреливать русские суда. В гавани двое суток дул встречный ветер, не позволяющий русским судам выйти из Наваринской бухты. К счастью для русских судов, Наваринская бухта была достаточно велика и турецкие ядра с развалин крепости не долетали до кораблей Орлова. 26 мая (6 июня) отряду Орлова удалось, наконец, без потерь выбраться из Наваринской бухты, после чего отряд разделился — Орлов на «Трёх Иерархов» пошёл искать Спиридова и Эльфинстона, фрегаты «Венус», «Сатурн», «Соломбал», маленькое нанятое датское судно «Святой Иоанн» и пинк «Благополучный» повезли в порт-Магон на Менорку больных и раненых, мелкие греческие суда и транспорты направились к островам Занте и Корфу для отвоза туда бежавших из Наварина местных жителей — греков и арнаутов. 28 мая к «Трём Иерархам» присоединился шедший из Ливорно недавно отремонтированый линейный корабль «Ростислав». Через две недели Орлов присоединился к объединённой русской эскадре.
Спиридов негодовал на Эльфинстона, упустившего турок при Наполи-ди-Романья, оба адмирала очень крупно поссорились. В соответствии с инструкциями, данными Екатериной ΙΙ, адмирал Спиридов и контр-адмирал Эльфинстон были поставлены в равное положение и ни один из них не был подчинён другому, что приводило к конфликтным ситуациям между ними. Прибытие 11 (22) июня Орлова несколько разрядило ситуацию, Орлов принял общее командование на себя, Эльфинстон и Спиридов стали его заместителями. Объединённый русский флот стал преследовать турецкий. 15 (26) июня русский флот запасся водой на острове Паросе, где командующие узнали, что турецкий флот покинул Парос за 3 дня до появления русских. Паросцы сообщили, что турецкий флот ушёл от острова к северу. На общем военном совете было решено идти к острову Хиосу, а если там не окажется турецкого флота, то к острову Тенедосу, чтобы блокировать Дарданеллы.
23 июня (4 июля) у острова Хиоса дозорные на находящемся в авангарде корабле «Ростислав» обнаружили в проливе между островом и берегом Малой Азии турецкий флот.

### Бой в Хиосском проливе

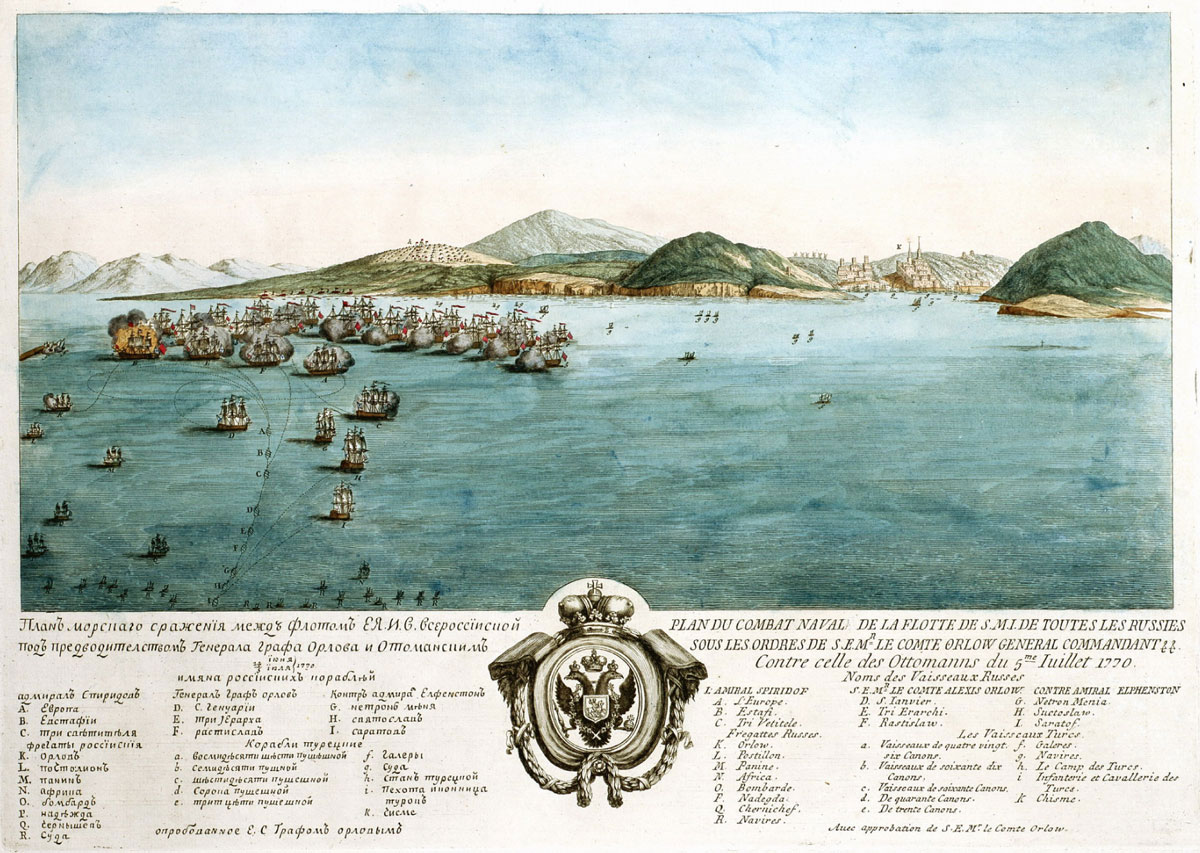
Рисованный план Хиосского сражения

На рассвете 24 июня (5 июля) русские и турецкие войска выстроились в боевом порядке в Хиосском проливе. Турецкие корабли в составе 16 линейных кораблей (из них 5 по 80 пушек каждый, 10 — по 60-70 пушек), 6 фрегатов, 6 шебек, 13 галер и 32 малых и вспомогательных судов выстроились в две параллельные линии, примкнув левый фланг к небольшому островку, а правый — к отмели у города Чесмы.
У Орлова перед началом сражения было 9 линейных кораблей, 3 фрегата, 1 бомбардирский корабль, 1 пакетбот, 3 пинка и ещё 13 более мелких судов. Русский флот был выстроен в три линии баталии — авангард, кордебаталия (средний ряд) и арьергард. В авангарде шёл адмирал Спиридов, неся свой флаг на корабле «Святой Евстафий» (командир — капитан 1 ранга Круз) с линейными кораблями «Европа» (капитан 1 ранга Клокачев) и «Трёх Святителей» (капитан 1 ранга Хметевский) и фрегатом «Святой Николай» (лейтенант Паликути). В «кордебаталии» — три линейных корабля: «Трёх Иерархов» (капитан — бригадир Грейг), «Ростислав» (капитан 1 ранга Лупандин), «Святой Януарий» (капитан 1 ранга Борисов) и два фрегата «Надежда Благополучия» (капитан-лейтенант Степанов) и «Африка» (капитан-лейтенант Клеопин); командир кордебаталии Грейг на корабле «Трёх иерархов», на том же корабле верховный командир всей эскадры граф Алексей Орлов. В арьергарде — три линейных корабля «Не тронь меня» (на этом корабле флаг Эльфинстона, командир —— капитан 1 ранга Бешенцев), «Саратов» (капитан 2 ранга Поливанов), «Святослав» (капитан 1 ранга В. В. Роксбург) и несколько мелких судов.
Приказ Орлова по операциям русским кораблям в сражении был прост:

«1. В случае может, что мы должны будем атаковать неприятельский флот, стоящий на якоре, чему и мы себя должны приуготовить, чего-для приказать на всех кораблях и прочих судах с обеих сторон приготовить по одному якорю, привязав за рым кабельтовы, для спрынгу с обеих сторон; и ежели дойдет, что класть якорь, то бросать с той стороны, которая от неприятеля; по неизвестным же распоряжениям неприятельскаго флота, каким образом оной атаковать, диспозиция не предписывается, а по усмотрению впредь дана быть имеет…»

В 4 утра на корабле «Трёх Иерархов» Грейг поднял сигнал «Гнать за неприятелем», и русская эскадра двинулась в сторону турок в Хиосский пролив. Продвижение кораблей было достаточно медленным и лишь к 9 утра почти весь русский флот сильно приблизился к туркам. Корабли авангарда легли в дрейф, ожидая корабли задней линии. Орлов и командиры всех линейных кораблей прибыли на корабль Спиридова «Трёх Иерархов» и провели последний военный совет перед сражением (продолжался менее часа), после которого вернулись на свои корабли. В 11.00 граф Орлов дал сигнал: всему флоту атаковать неприятеля.

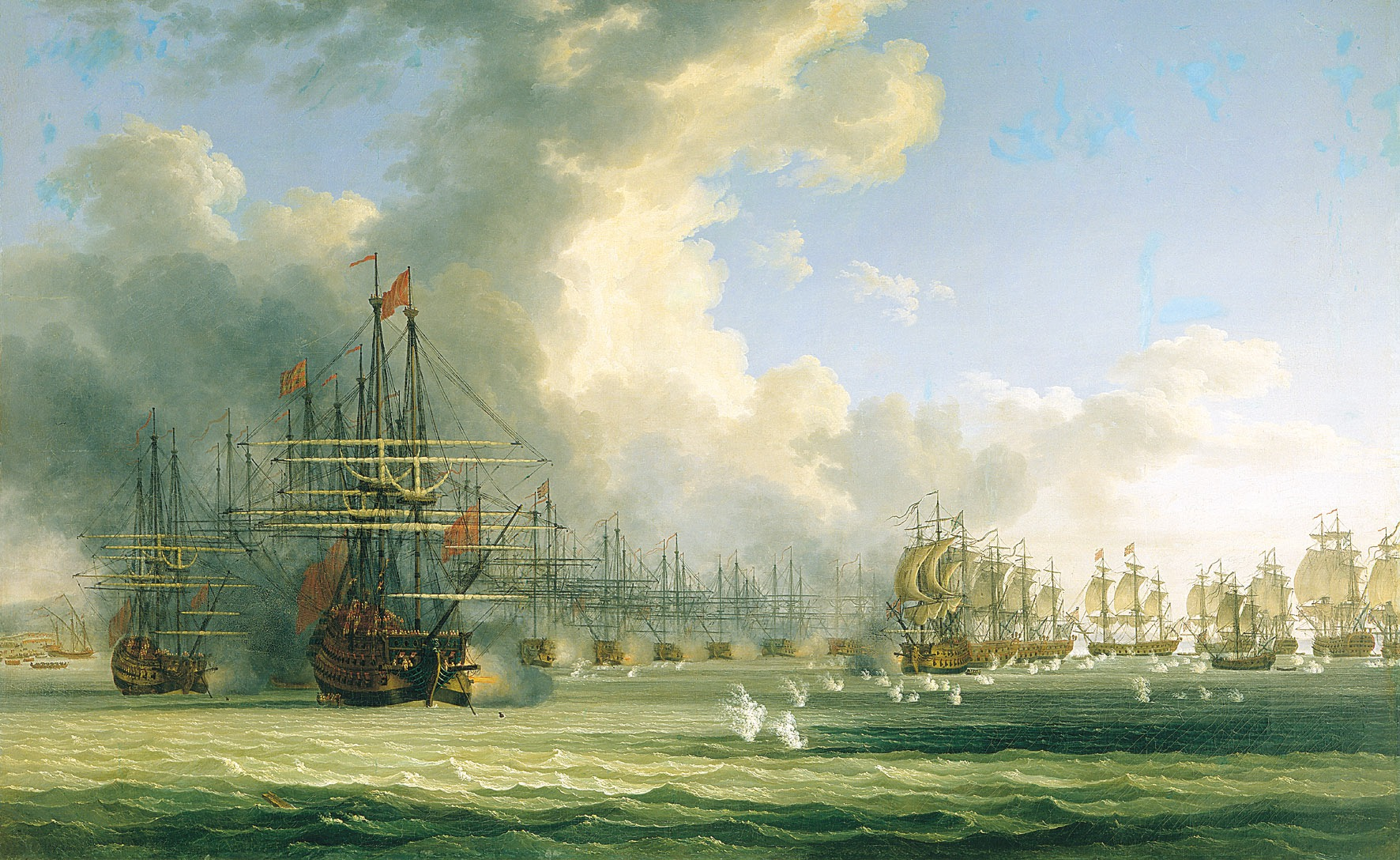
«Начало боя в Хиосском проливе 24 июня 1770 года»

Командиры русской эскадры применили новую военную тактику. Для нанесения решающего удара они начали атаку в линии перпендикулярной неприятелю. Этот манёвр был очень рискованным, так как русские корабли сближались с турецкими в кильватерной колонне почти перпендикулярно линии противника и подвергались при этом продольному огню артиллерии части турецких кораблей, будучи сами лишены возможности отвечать бортовым залпом. Расчет строился на быстром сближении с противником, что позволяло несколько минимизировать потери. При этом учитывалось, что сектора стрельбы корабельной артиллерии в то время были весьма ограничены и противник не сможет сосредоточить на русском флоте огонь всех своих орудий.
В 11.30 передовой корабль «Европа» приблизился на 3 кабельтова (560 метров) к центру турецкой линии, и турки открыли огонь из всех орудий. Их пушки били главным образом по рангоуту и такелажу, чтобы затруднить маневрирование атакующих. Русские корабли не отвечали до тех пор, пока не сблизились на пистолетный выстрел, тогда с расстояния 80 саженей (около 170 метров) они дали один за другим три залпа, заставившие передовые турецкие корабли ослабить огонь.
Передовой корабль «Европа» сделал поворот и вышел из строя. Описав дугу он оказался за кораблём кордебаталии «Ростислав» и вновь вступил в бой. Существует две разные версии почему это произошло. Первая: командир «Европы», капитан 1 ранга Клокачев, должен был уступить настойчивым требованиям греческого лоцмана, указывавшего на необходимость сделать поворот, чтобы не посадить корабль на подводные камни, которые были у него по носу. Вторая версия — «Европа» получила очень сильные повреждения такелажа и рангоута, потеряла управляемость и не могла сохранять ход какое-то время.

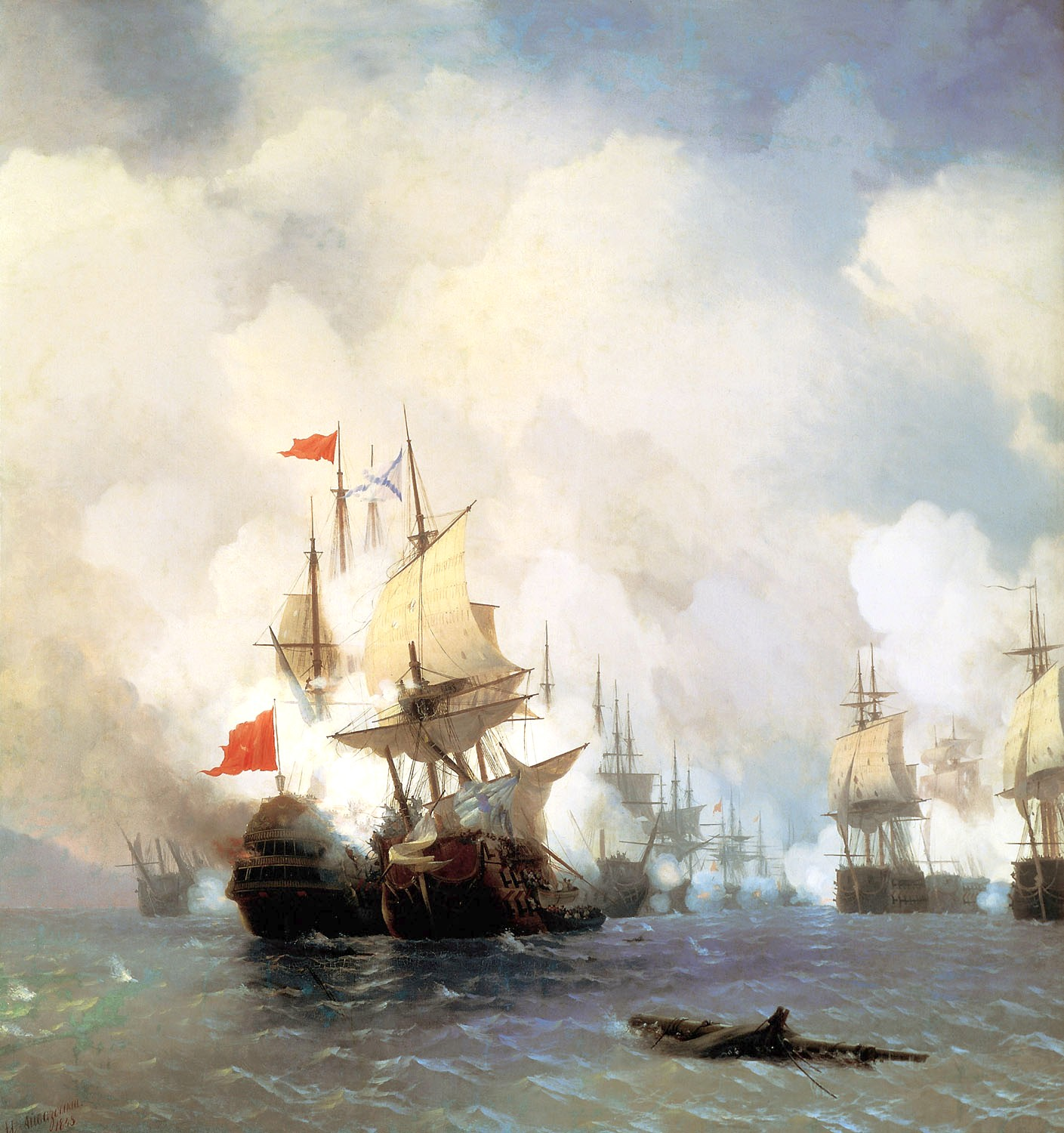
«Хиосский бой» (картина работы Айвазовского). На картине изображён кульминационный момент боя — столкновение «Святого Евстафия» и «Бурдж-у-Зафер»

Выход «Европы» из авангарда колонны привел к тому, что передовым кораблём русской эскадры стал «Святой Евстафий» на котором держал свой флаг адмирал Спиридов, на этот корабль был направлен огонь трёх турецких линейных кораблей (в том числе флагмана турецкой эскадры) и одной шебеки. На юте корабля гремела музыка, и адмирал приказал музыкантам «играть до последнего». «Святой Евстафий» сосредоточил огонь на флагмане турецкого флота 80-пушечном линейном корабле «Бурдж-у-Зафер», с этим кораблём сблизился и стал забрасывать его брандскугелями. На «Бурдж-у-Зафер» возник пожар, команда в панике бросилась в море, чтобы вплавь добраться до берега. «Святой Евстафий» к этому моменту уже потерял управление из-за повреждения такелажа от обстрела турецких кораблей и его относило течением прямо на «Бурдж-у-Зафер». Чтобы отбуксировать «Святой Евстафий», капитан приказал спустить гребные суда, но те не смогли преодолеть течение. Два корабля столкнулись, бушприт «Бурдж-у-Зафер» оказался между грот и бизань-мачтами «Святого Евстафия». Русские офицеры и матросы по снастям и реям перебежали на неприятельский корабль и вступили в отчаянный абордажный бой с оставшимися на турецком корабле турками. Абордажная схватка закончилась в пользу русских моряков, остававшиеся на корабле турки попрыгали за борт и стал спасаться вплавь, но пожар на «Бурдж-у-Зафер» потушить не удалось. Пламя перекинулось и на «Святой Евстафий», горящая грот-мачта «Бурдж-у-Зафер» рухнула на палубу «Святого Евстафия», искры и головни попали в открытый люк порохового погреба (крюйт-камера была открыта для пополнения артиллерии порохом и снарядами во время боя), и корабль взорвался. «Святой Евстафий» взлетел на воздух, а вслед за ним и «Бурдж-у-Зафер».
В соответствии с уставом адмирал Спиридов покинул корабль за несколько минут до взрыва. Вместе с братом главнокомандующего Фёдором Орловым они перешли на пакетбот «Почтальон», а затем Спиридов перенёс свой флаг на линейный корабль «Трёх Святителей». Общее число погибших на «Святом Евстафии» разнится. Согласно первоначальным подсчётам погибло 34 офицера и 473 солдата и матроса. По другим данным погибло 22 офицера и 598 нижних чинов. Спаслось 58 человек команды. Среди спасённых был и командир корабля Круз.
Ближайшим к Святому Евстафию был линейный корабль «Трёх Святителей». Этот корабль тоже потерял управление в результате огня турок и врезался в середину турецкой линии. Корабль попал под перекрёстный огонь — приняв в клубах дыма корабль за неприятельский, по нему дали полный залп ещё и с корабля «Трёх Иерархов». Из всего русского флота наиболее эффективные действия проводил именно корабль «Трёх Иерархов», на котором находились Алексей Орлов и Самуил Грейг. Именно этот корабль наиболее чётко из всех русских кораблей выполнил манёвр, смог вплотную подойти к кораблю, на котором развевался флаг капудан-паши (сам капудан-паша в сражении не участвовал, он находился в день сражения на берегу и инспектировал орудия крепости) и очень сильно обстрелял его. Из за плохого маневрирования турецких моряков более четверти часа капитанский корабль турецкого флота (в русских источниках «Капудан-паша») находился кормой к «Трёх Иерархов», что позволило флагману русского флота нанести очень сильные повреждения турецкому кораблю без всякого вреда для себя. Корабли «Ростислав» и «Святой Януарий» находились вблизи «Трёх Иерархов» и также действовали успешно. Арьергард русского флота обстреливал турецкие корабли на значительной дистанции и лишь к концу сражения приблизились к турецким кораблям, что не позволило причинить им значительный вред.

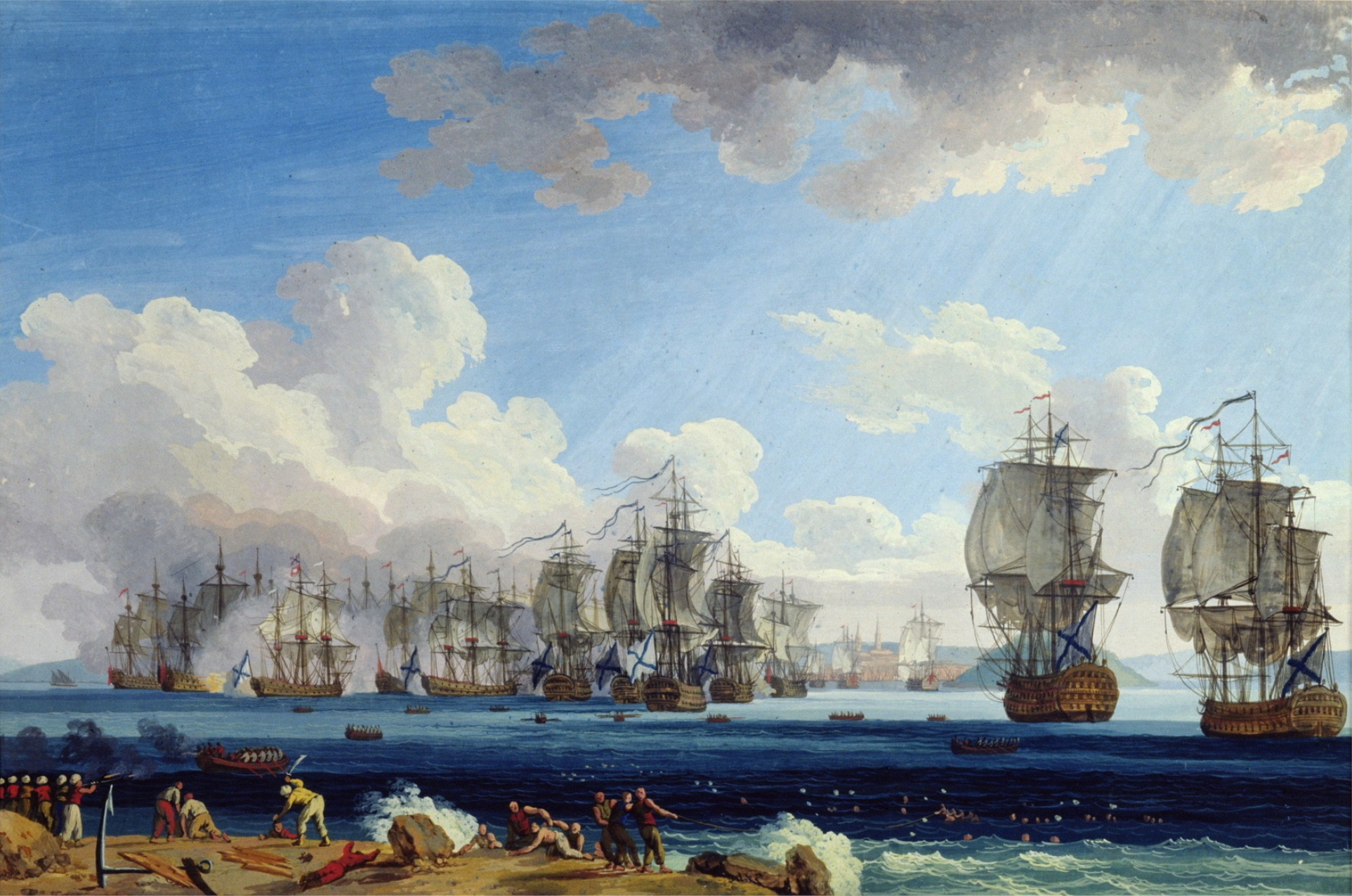
Я. Ф. Хаккерт «Отступление турецкого флота в гавань Чесмы»

После взрыва своего флагмана около 14.00 турецкие корабли спешно покинули поле боя и укрылись в Чесменской бухте, защищённой несколькими батареями. Русские корабли заблокировали выход из неё и стали готовиться продолжить сражение позже. Лишь бомбардирский корабль «Гром» оставили вблизи входа в бухту, с этого бомбардирского корабля вечером и всю ночь после сражения бомбардировали турецкий флот. Для прикрытия «Грома» линейный корабль «Святослав» производил обстрел из пушек береговых батарей крепости Чесма.
Стороны потеряли по одному линейному кораблю, на нескольких турецких кораблях были значительные повреждения. Из русских кораблей незначительные повреждения были только на «Трёх Святителей» и «Европе». «Трёх Святителей» получил 5 пробоин, из них 2 ниже ватерлинии. Потери экипажей на всех русских кораблях, кроме «Святого Евстафия», были относительно невелики. На «Трёх Святителей» убит 1 офицер и 6 матросов; ранены командир, 3 офицера и 20 матросов; на «Европе» убито 4 и ранено несколько человек; на «Не тронь меня» убито 3 и несколько человек ранено; на «Трёх Иерархов» ранен 1 матрос. Потери турецких экипажей неизвестны, но исходя из повреждений на турецких судах они должны быть больше русских.

### Чесменское сражение

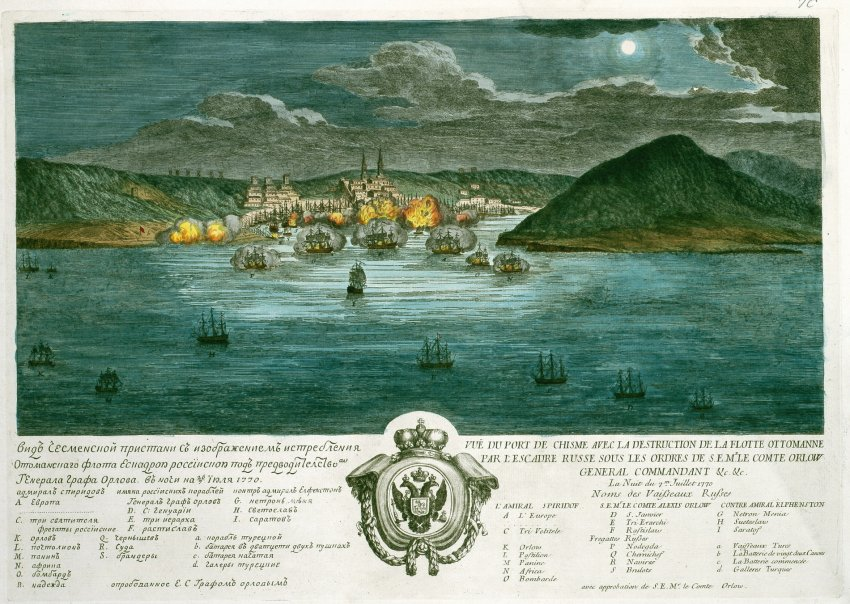
Рисованное изображение истребления турецкого флота в Чесменской бухте в ночь с 25 на 26 июня (с 6 на 7 июля) 1770 года

В ночь после Хиосского сражения командиры русского флота устроили военный совет. На совете по предложению Самуила Грейга было решено атаковать турецкий флот в Чесменском заливе и сжечь его. Для этого цейхмейстеру И. А. Ганнибалу приказали приготовить 4 брандера из второстепенных греческих торговых судов, плывущих с русским флотом. На рассвете 25 июня 4 линейных корабля турецкого флота расположились поперёк Чесменского залива, перекрывая путь в него и защищая путь в залив. Ещё два корабля расположились в северной части залива, остальные корабли стояли в беспорядке внутри бухты, с них турецкие моряки спешно свозили часть артиллерии для укрепления батарей на северном и южном мысах у входа в залив. В течение всего дня 25 июня (6 июля) турецкие батареи и русские линейные корабли «Святослав» и «Трёх Иерархов» участвовали в перестрелке без особого вреда друг для друга.
В 6 часов пополудни 25 июня (6 июля) русские командующие вновь устроили военный совет, на котором решили в полночь 26 июня (7 июля) атаковать неприятельский флот. Из-за размеров залива решили не использовать весь флот, для атаки выделили: 4 линейных корабля — «Европа», «Не тронь меня», «Саратов» и «Ростислав», 2 фрегата — «Надежда» и «Африка» и бомбардирский корабль «Гром». Предполагалось под прикрытием сильного огня с этих судов пустить вглубь залива в самое скопление крупных турецких судов 4 брандера и поджечь их. В инструкциях командирам брандеров Грейг настаивал на том, чтобы брандеры были направлены на крупные корабли, но не на фрегаты и не на шебеки, так как только уничтожение крупных кораблей могло принести победу. Особое внимание уделили артиллерийской подготовке, кораблям эскадры предписывалось подойти на такое расстояние к турецкому флоту, чтобы можно было использовать не только орудия нижнего дека кораблей, но и орудия верхней палубы. Особое место отводилось бомбардирскому судну «Гром»: руководители русского флота рассчитывали на возникновение пожара в турецком флоте от использования навесной стрельбы бомбами и кракасами с этого судна. Общее командование операцией было поручено Самуилу Грейгу, предложившему её план на военном совете. Грейг перешёл на корабль «Ростислав», сделав его временным флагманом вверенной ему эскадры.

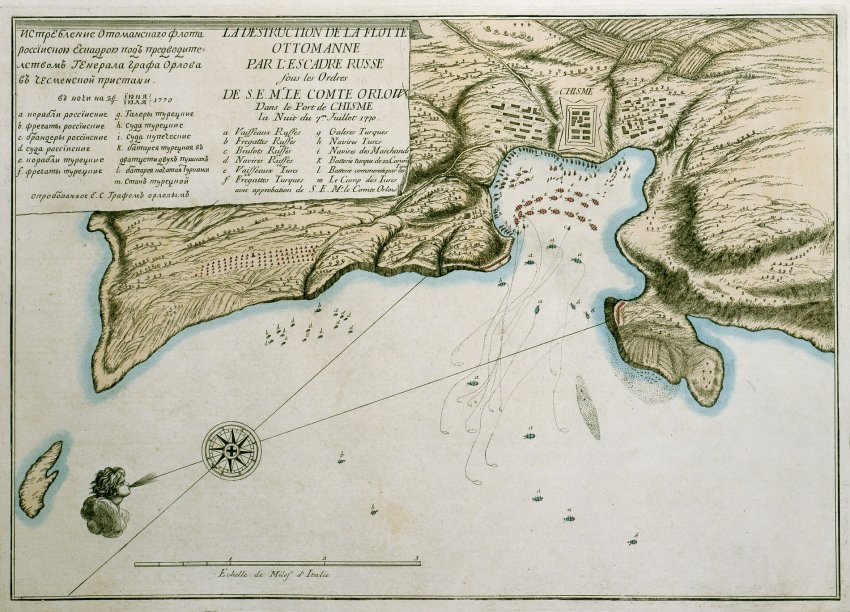
Карта истребления турецкого флота в Чесменской бухте

В полночь 26 июня (7 июля) корабль «Европа» первый снялся с якоря у входа в залив и открыл сильный огонь по турецкому флоту и батарее на южном мысу Чесменской бухты (устроение батареи не было закончено турками). После получасового боя огонь турецкой батареи был подавлен. Вслед за «Европой» остальные русские суда эскадры Грейга (за исключением корабля «Саратов», который из-за слабого хода вступил в бой лишь к 2 часам ночи) вступили в бой с неприятелем. Русские корабли активно использовали картечь и брандскугели, наиболее удачно действовал корабль «Ростислав» — к началу 2-го часа от действия его орудий загорелся флагман турецкого флота. Вскоре от него загорелся и находящийся рядом другой турецкий корабль. В 1.30 Грейг сделал тремя пушечными ракетами сигнал: «Не теряя времени пустить все брандеры в неприятельский флот». Стрельба с русских кораблей была немедленно прекращена и брандеры двинулись вглубь бухты.
Когда русские корабли прекратили стрельбу и брандеры пустились в сторону турецкого флота, турки посчитали сначала, что это русские перебежчики собираются сдаваться и тоже не открывали огонь. Эта ошибка турок позволила брандерам вплотную приблизиться к крупным турецким кораблям невредимыми. Однако результаты действия брандеров оказались различны. На первом брандере (командир Дугдаль) почти вся команда сбежала на шлюпке раньше, чем брандер подошёл к турецкому флоту, командир был вынужден зажечь свой брандер вдали от неприятеля и направил его наугад в сторону турок. Горящий брандер затонул, не причинив турецким кораблям никакого вреда. Второй брандер (командир Ф. Ф. Мекензи) двигался слишком близко к берегу вблизи турецкой батареи на северном мысу и сел на мель. Мекензи поджёг свой брандер также вдали от вражеского флота, но вблизи турецкой батареи. Дымовая завеса от горящего брандера позволила фрегату «Надежда» подойти на близкую дистанцию к неприятельскому флоту и безнаказанно обстреливать его. Третий брандер (командир князь Гагарин) подошёл с наветренной стороны к турецкому флоту. Гагарин зажёг брандер достаточно далеко от турецкого флота и пустил его по ветру в направлении турецкого флота.
Лишь четвёртый брандер (командир Дмитрий Ильин) действовал полностью удачно. Ильин подошёл вплотную к большому турецкому линейному кораблю, сцепился с ним и поджёг брандер, после чего на шлюпке покинул его вместе с командой. Турецкий корабль немедленно загорелся, огонь перекинулся и на остальные турецкие суда. Через несколько минут после того, как брандер Ильина сцепился с турецким кораблём, он взорвался.

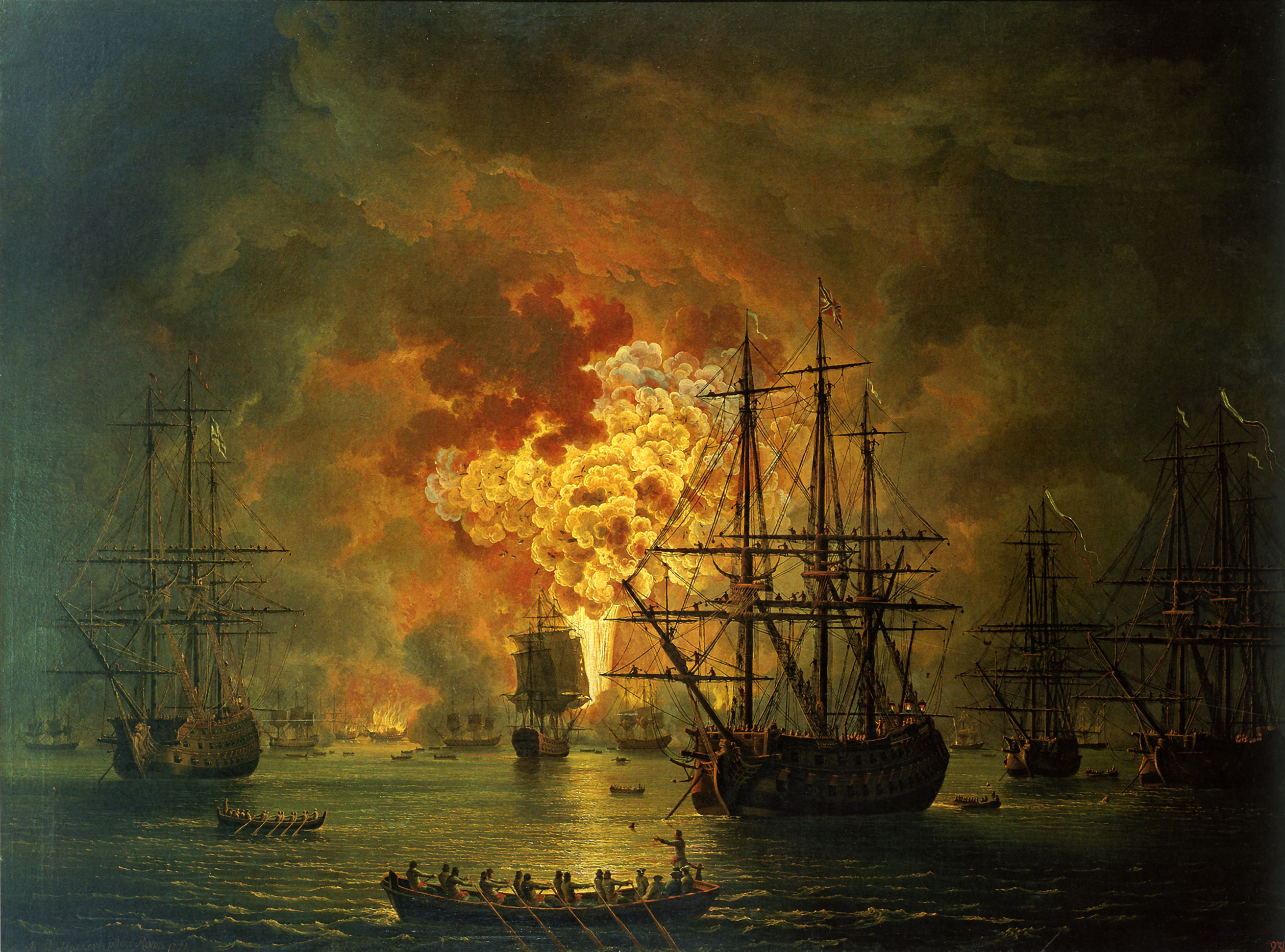
Разгром турецкого флота под Чесмой. Картина Якоба Филлипа Хаккерта

Как только действие брандеров было совершено, русские корабли возобновили стрельбу, которая имела больше психологическое значение. После взрыва первого турецкого корабля горящие обломки с него падали на соседние турецкие корабли, которые от этих обломков также загорались. В 4.30 утра почти все турецкие корабли в Чесменском заливе загорелись. Турецкие экипажи охватила паника, почти все суда были покинуты своими командами. Воспользовавшись паникой, русские на гребных судах смогли вывести из Чесменской бухты неповреждённый 66-пушечный турецкий линейный корабль «Родос». Кроме «Родоса» трофеями русских стали ещё 5 галер.
К 9 утра весь турецкий флот был уничтожен. Было сожжено 14 турецких линейных кораблей, 6 фрегатов и большое количество мелких судов. Один линейный корабль («Родос») был захвачен. Из 15 тысяч моряков турецкого флота после сражения спаслось только около 4 тысяч. С уничтожением турецкого флота под Чесмой русский флот смог полностью контролировать Эгейское море.

### Блокада Дарданелл
После разгрома турецкого флота русский флот получил возможность блокировать Дарданеллы. Вторая эскадра Эльфинстона была направлена к маленькому острову Тенедос, лежащему близ Дарданелл. Эльфинстон предлагал Орлову на волне успеха прорваться через Дарданеллы и угрожать непосредственно Константинополю. Однако Орлов счёл это предложение авантюрой, он решил ограничиться блокадой Дарданелл, которая, как он полагал, вызовет в столице Османской империи голод и принудит турок начать переговоры. В итоге корабли Эльфинстона ограничились бомбардировками турецких позиций на входе в Дарданеллы. Эльфинстон, чтобы выразить своё презрение туркам, даже приказал устроить демонстративный завтрак на палубе своего корабля во время перестрелки с турецкими крепостями при входе в Дарданеллы. Орлов же полагал, что русскому флоту необходима долговременная база в непосредственной близости от Дарданелл, в которой можно ремонтировать повреждённые суда и держать запасы для крупного флота. Его выбор пал на остров Лемнос, расположенный недалеко от Дарданелл и имеющий удобные гавани. Первая эскадра Спиридова направилась к острову Лемнос, овладела без сопротивления почти всем островом, но целых два месяца осаждала Лемносскую крепость Пелари (Липадия), где заперся турецкий гарнизон. Во время осады Пелари случилось ряд необъяснимых роковых для русского флота обстоятельств, вынудивших Орлова снять осаду. Эскадра Эльфинстона в течение двух месяцев плотно держала в блокаде Дарданеллы и турки не могли оказать никакой поддержки гарнизону Пелари. Орлов по какой-то причине затребовал к себе Эльфинстона. Эльфинстон отплыл от Дарданелл к Лемносу не на обычном катере, а на самом крупном своём линейном корабле «Святослав». У самого острова Лемнос флагман Эльфинстона сел на мель, причём так неудачно, что самостоятельно сойти с неё не мог и в нём образовалась течь. Эльфинстон для спасения корабля затребовал все крупные суда своей эскадры и этим фактически снял блокаду Дарданелл. Турки воспользовались ситуацией и сумели высадить крупный десант на Лемносе. Русские войска на острове спешно эвакуировались на корабли и Лемнос пришлось оставить. Вдобавок ко всему «Святослав» не смогли снять с мели и корабль пришлось сжечь, предварительно сняв с него всё вооружение. Орлов обвинил в неудаче Эльфинстона и отстранил его от командования второй эскадрой, передав командование ей Грейгу.

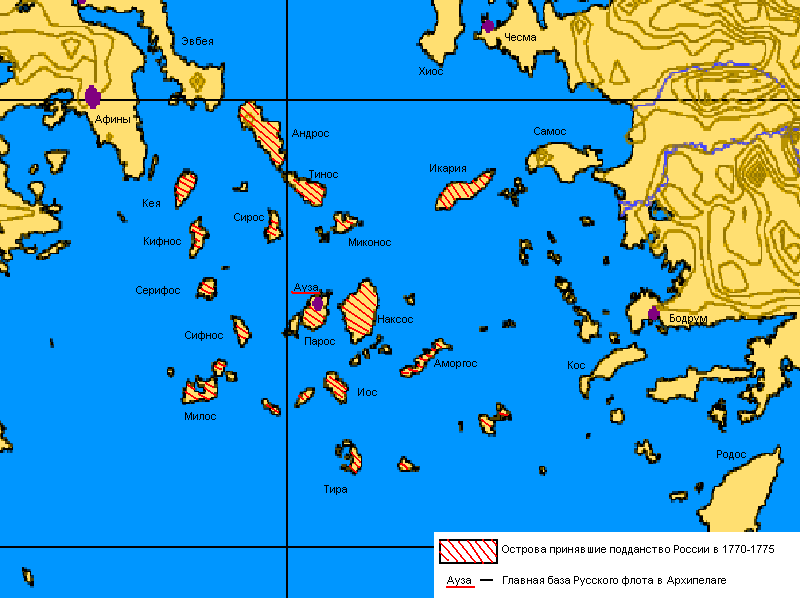
Острова Архипелага, принявшие подданство России в 1770—1774 годах

Неудача на Лемносе заставила русских искать новую базу для флота, причём в таком месте, где турецкий десант будет для неё не опасен. А для этого основная часть русского флота в октябре направилась в сторону островов Киклады. В это время из Балтики прибыла третья эскадра контр-адмирала И. Н. Арфа в составе: 3 линейных кораблей — «Георгий Победоносец», «Всеволод» и «Азия», фрегата «Северный Орёл» и 13 транспортов с 2000 людей. Она присоединилась к двум эскадрам. Через несколько дней русская объединённая эскадра прибыла на остров Парос, где устроила долговременную базу в порту Ауза. Одновременно на островах Сирос и Миконос были устроены долговременные провиантские магазины. Всего русское подданство приняли 27 островов Эгейского Архипелага (все Киклады и острова Икария и Патмос в архипелаге Додеканес). Эти острова стали полуофициально называть «Архипелагским великим княжеством». На Наксосе императрицей Екатериной было учреждено училище для детей, впоследствии переведенное в Петербург. На островах стали прививаться русские названия, например, «Никольск» (вместо «город Святого Николая»), «Свято-Екатерининская пристань».
В ноябре командование всеми войсками принял Спиридов, Алексей Орлов уехал в Ливорно, а затем далее в Петербург. Флот расположился на зимовку на острове Парос. Несколько судов было направлено непосредственно к Дарданеллам, чтобы продолжать блокаду.

## Кампания 1771 года
Алексей Орлов в начале марта 1771 года прибыл в Петербург и доложил Екатерине II о действиях русского флота в Эгейском море. Правительство в Петербурге решило удерживать захваченные острова до конца войны и установить длительную и долговременную осаду Дарданелл. После Чесменского сражения турки не имели достаточного количества судов, чтобы изгнать русский флот из Эгейского моря. 

«Флот наш разделяет неприятельские силы и знатно уменьшает их главную армию. Порта, так сказать, принуждена, не знав куда намерение наше клонится, усыпать военными людьми все свои приморские места, как в Азии, так и в Европе находящиеся, теряет все выгоды от Архипелага и от своей торговли прежде получаемые, принуждена остальные свои морские силы разделить между Дарданеллами и Чёрным мором и следовательно препятствие причиняется ей действовать как на Чёрном море, так и на самых Крымских берегах с надежностью, не упоминая и о том, что многие турецкие города, да и сам Царьград не без трепета видит флот наш в таком близком от них расстоянии»

— писала Екатерина II в рескрипте Алексею Орлову от 18 (29) декабря 1772 год
В течение всего года активных боевых действий в Архипелаге турки не предпринимали. Устраивать большие высадки для освобождения островов Архипелага турки не могли, а греческое население, на которое не очень приходилось рассчитывать при столкновении с регулярными турецкими силами, вполне (и с большой охотой) подчинялось русскому начальству, пока турок не было.
Летом 1771 года численность Архипелагского флота доходила до 50 вымпелов, в числе которых было 10 линейных кораблей — «Не тронь меня», «Европа», «Азия», «Победоносец», «Ростислав», «Всеволод». «Саратов», «Трёх Иерархов», «Святой Януарий», «Трёх Святителей»; 2 бомбардирских корабля — «Гром» и «Молния»; 20 фрегатов разной величины, имевших от 16 до 24 пушек — «Надежда Благополучия», «Северный Орёл», «Надежда», «Африка», «Святой Николай», «Феодор», «Григорий», «Тино», «Архипелаг», «Андро», «Делос», «Слава», «Святой Павел», «Победа», «Парос», «Минерва», «Санторин», «Накция», «Миконо», «Мило»; 4 пинка — «Сатурн», «Соломбал», «Венера», «Святой Павел»; 2 пакетбота — «Почтальон» и «Рафаил»; 11 поляк и шебек, имевших от 12 до 20 пушек и фальконетов калибром от 1/2 до 14 фунтов и большое число мелких грузовых и гребных судов (трекатры, соколевы, галеры и другие).
В летнюю кампанию 1771 года основные действия русского флота были направлены на атаку турецких провиантских магазинов и пунктов снабжения войск, главной целью этих атак было отвлечение турецких сил с Дунайского театра военных действий. В августе 1771 года две эскадры русского флота действовали у берегов Фессалии и северной Эвбеи. В северной Эвбее близ селений Лимни и Ксилорохон были уничтожены провиантские склады турецких войск. Десант овладел магазином, из которого перевезено на эскадру 3085 мешков пшеницы. 28 августа (7 сентября) обе эскадры соединились и направились к берегам Фракии, где 9 (20) сентября произвели бомбардировку с кораблей селений Лагос и Кавала, где также овладели магазином и одной шебекой и обстреливали крепость, а 11 (22) сентября произвели атаку на турецкий пункт снабжения войск близ Орфано.
В конце сентября основная часть флота стояла к востоку от острова Имброс. 30 сентября (10 октября) из эскадры выделили 3 линейных корабля — «Трёх Святителей», «Трёх Иерархов», «Всеволод» и фрегат «Северный Орёл» для блокады Дарданелл и разведки турецких крепостей. Этот отряд в начале октября обстреливал крепости у входа в Дарданеллы, на острове Тенедос, чуть позже этот отряд совершил разведку в сторону острова Лесбос и осмотрел гавань Митилены. 25 октября (4 ноября) отряд вернулся к основной стоянке флота на восточном берегу Имброса.

### Атака Митилены

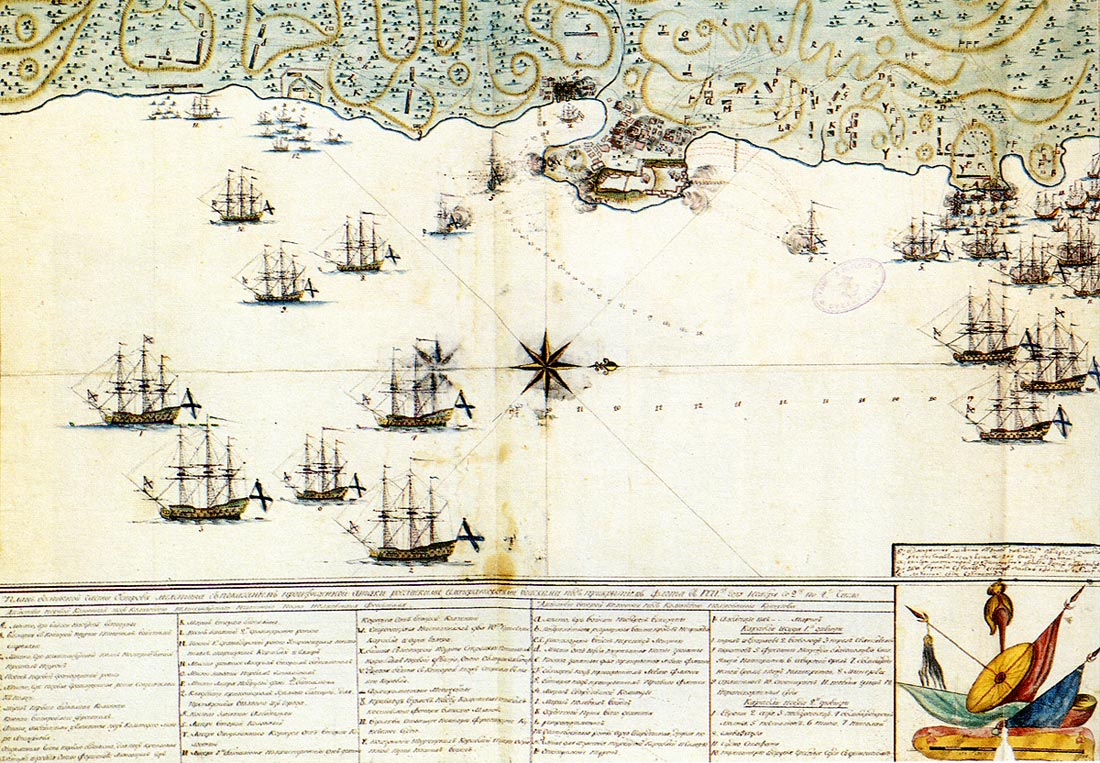
Карта атаки русских войск и флота на Митилену 2-4 (13-15) ноября 1771 года

В конце октября разведка выяснила, что на восточном берегу острова Лесбос в городе Митилена под защитой крепости турками строятся два 74-пушечных корабля и шебека. 30 октября (9 ноября) флот покинул стоянку у Дарданелл и двинулся в сторону Лесбоса. Было решено всей эскадрой атаковать Митилену и уничтожить адмиралтейство и корабли. Для этого эскадру разделили на два отряда, южный и северный, под начальством графа Орлова и адмирала Спиридова. 2 (13) ноября оба отряда с севера и юга начали бомбардировать крепость. Несмотря на сопротивление неприятеля, Орлов высадил на берег около 3 тысяч человек пехоты с 7 орудиями под командованием генерала Долгорукова и полковника Толя. Войска эти овладели адмиралтейством, где найдены были один почти готовый 70-пушечный корабль, один строящийся корабль таких же размеров, шебека и множество разных корабельных материалов. Шебеку, недостроенные корабли и адмиралтейство сожгли, с собой захватили, что было можно (в том числе до 20 мелких судов), русские войска в ночь на 4 (15) ноября возвратились на свои суда. Потери в атаке на Митилену составляли 24 убитых и 63 раненых.

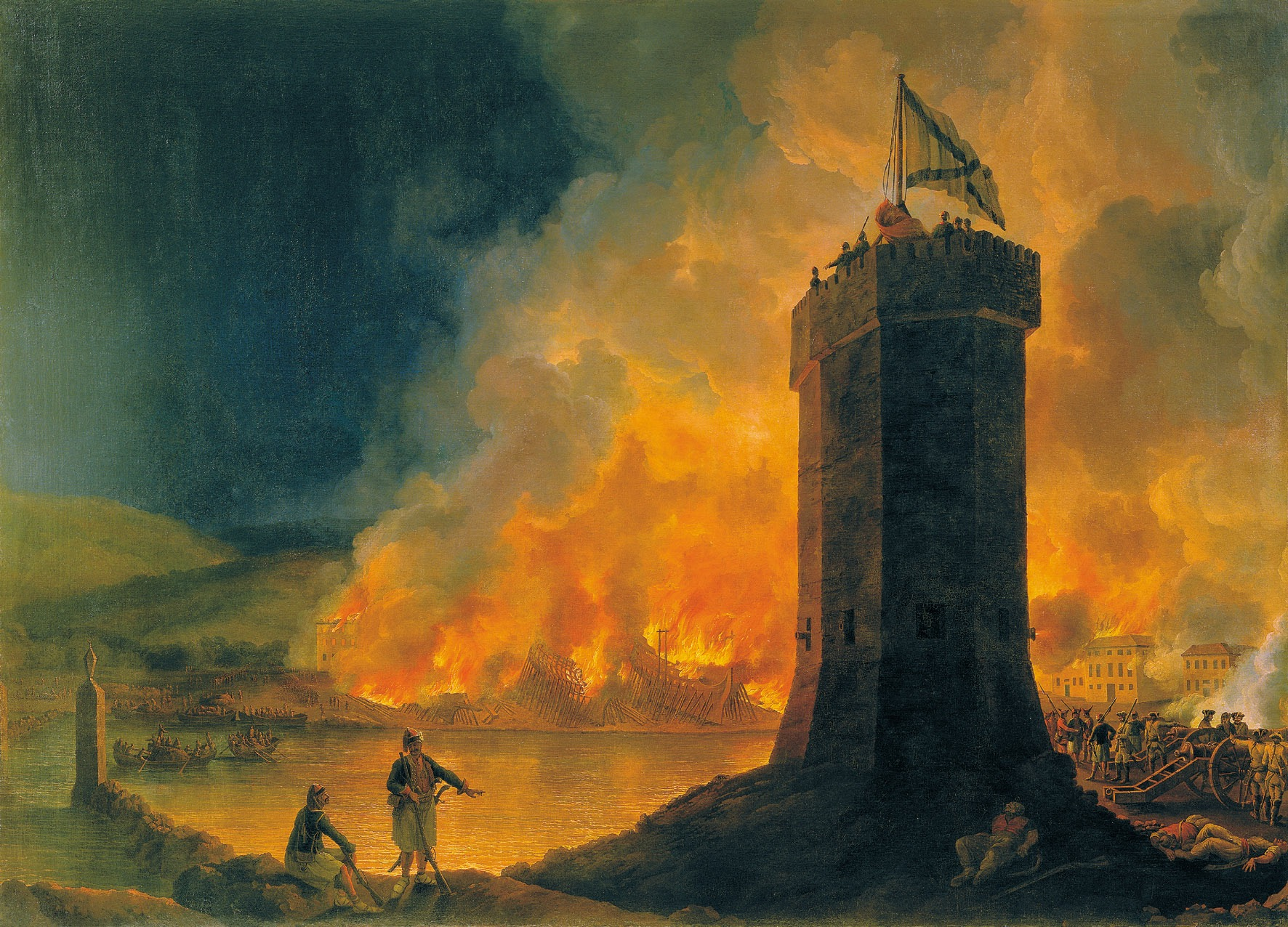
«Сожжение турецкого флота в Митиленской гавани 2 ноября 1771 года» картина Якоба Филиппа Хаккерта

При выходе эскадры из Митиленской бухты фрегаты «Архипелаг» и «Санторин» сели на мель. При содействии фрегата «Северный Орёл» и пакетбота «Почтальон», которые Орлов оставил для оказания помощи, фрегат «Архипелаг» был снят с мели. Фрегат «Санторин» из-за сильных повреждений спасти не удалось. Потерявший управление фрегат сдрейфовал на берег и волной был вынесен на камни, где был сожжен турками. Большая часть экипажа вместе с командиром капитан-лейтенантом Овцыным (за исключением мичмана, 7 матросов, ещё нескольких больных и раненых, которых успели перевезти на фрегат «Архипелаг») была взята в плен.
С Лесбоса основные силы флота вернулись на базу Ауза на острове Парос для зимовки.

## Кампания 1772 года
Большая часть года прошла в переговорах между Россией и Турцией, но русский флот в Эгейском море продолжал активные действия. В мае 1772 года из Ревеля в помощь Орлову была послана четвёртая эскадра под командованием контр-адмирала Чичагова в составе трёх линейных кораблей — 74-пушечного «Чесма» и двух 64-пушечных «Победа» и «Граф Орлов». В августе она прибыла в Ливорно, где Чичагов сдал командование капитану 1-го ранга Михаилу Тимофеевичу Коняеву.
К этому моменту русский флот в Средиземном море состоял из 6 боеспособных 66-пушечных линейных кораблей — «Европа», «Святой Януарий», «Трёх Святителей», «Ростислав», «Георгий Победоносец» и «Всеволод» и одного 54-пушечного линейного корабля «Азия». Три линейных 66-пушечных корабля ремонтировались и именно их должны были заменить корабли новой эскадры: «Саратов» до ноября 1772 года ремонтировался на Мальте, «Трёх Иерархов» весь год ремонтировался в Ливорно, а «Не тронь меня» переделывался во фрегат в Аузе. В составе флота находилось также 23 фрегата с разным количеством пушек — «Северный Орёл», «Надежда Благополучия», «Надежда», «Африка», «Минерва», «Святой Николай», «Накция», «Помощный», «Слава», «Парос», «Григорий», «Тино», «Архипелаг», «Делос», «Святой Павел», «Победа», «Констанция», «Запасный», «Андро», «Мило», «Миконо», «Зея» и «Виктория», 3 бомбардирских судна — «Гром», «Молния» и «Страшный», 3 пинка — «Венера», «Сатурн», «Соломбал», пакетбот «Почтальон» и несколько мелких судов.
В начале 1772 года у Османской империи не было военных судов в Эгейском море, но оставались ещё суда на периферии — в Адриатическом море, Мраморном море, у берегов вассального Туниса. План турок на кампанию 1772 года заключался в объединении всех периферийных флотов в единую эскадру и дальнейшее уничтожение русского флота в Архипелаге. Наиболее значительной из турецких сил была так называемая «дульцинитская» эскадра, названая так по месту своего базирования — городу Дульциньо (современный Улцинь в Черногории) и состоящая из 47 фрегатов и шебек с артиллерией от 16 до 30 пушек, с транспортами, на которых находилось до восьми тысяч солдат. В октябре 1772 года дульцинитская эскадра вышла из Дульциньо и направилась к Наварину, где рассчитывала взять на корабли десант из приморских крепостей Модона, Корона и Наварин до 4 тысяч человек.
Второй крупной эскадрой Османской империи была Тунисская «барбарейская» эскадра, состоящая из 6 30-пушечных фрегатов и 6 16-пушечных шебек с 3 тысячами солдат. Эта эскадра должна была забрать десант из тысяч человек на острове Кандия (Крит). Третьей турецкой эскадрой были военные и транспортные корабли у острова Родос. Эта эскадра должна была соединиться с военными судами и забрать в городе Бодрум на берегу Малой Азии десант и идти в сторону острова Хиос, где планировала соединиться с Алжирской эскадрой.
Мощная Алжирская эскадра состояла из линейных кораблей, фрегатов, шебек и брандеров и находилась в Дарданеллах, она должна была взять десант на Лемносе, Лесбосе и у берегов Малой Азии и идти к Хиосу, чтобы соединиться с третьей эскадрой из Родоса.
Граф Алексей Орлов, получив информацию от разведки, отправил в разные стороны архипелага несколько эскадр с целью определить продвижение турецких флотов и не дать этим флотам соединиться. На соединение с эскадрой Коняева Орлов отрядил эскадру майора И. Войновича в составе двух фрегатов — «Слава» и «Святой Николай», шебеки «Забияка» и двух поляк — «Модон» и «Ауза». По направлению на юго-восток к острову Родосу и, далее, к Египту он снарядил один фрегат «Святой Павел» и несколько мелких судов под командованием лейтенанта Алексиано.

### Бой в Патрасском заливе

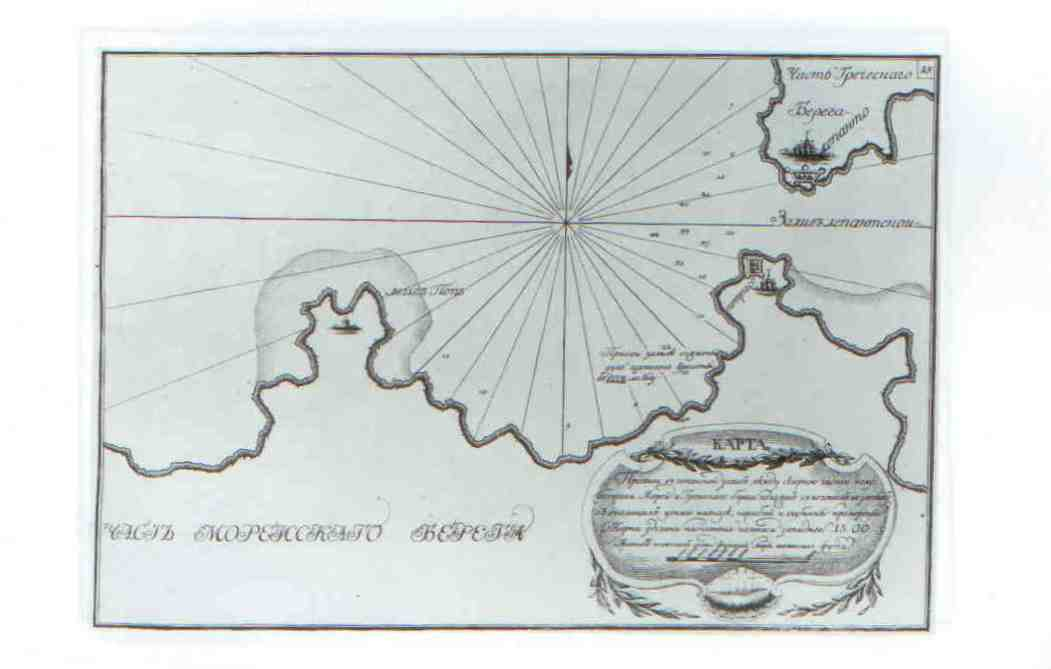
Русская военно-морская карта Патрасского залива, место Патрасского сражения указано надписью

Капитан Коняев со своей эскадрой крейсировал у берегов острова Цериго (Китира), где, соединившись с эскадрой майора И. Войновича 16 (27) октября 1772 года, направился в сторону дульцинитской эскадры турок.
Узнав, что капудан-паша со своим флотом из девяти тридцатипушечных фрегатов и шестнадцати шебек стоит в Патрасском заливе и поджидает из Корфу ещё 12 судов с десантом, Коняев принял важное решение: немедленно атаковать капудана-пашу. 25 октября (5 ноября), в час дня, подходя к цели, Коняев увидел турецкий флот. Но погода не позволила немедленно начать атаку, наступал шторм. Отложили до следующего утра. Турецкий флот был значительно сильнее, но с первого же дня боев у Патраса, то есть с 26 октября (6 ноября), обнаружилось, что небольшая русская эскадра и управляется несравненно искуснее и сражается гораздо храбрее. Эскадра Коняева построилась в линию баталии (корабли и фрегаты), мелкие суда держались во второй линии под ветром боевой (это было сделано для того, чтобы турецкие суда не взяли на абордаж мелкие суда русских). Русская эскадра стала сближаться с неприятелем, не позволяя ему уйти в Лепантский залив под прикрытие своих крепостей. В середине дня Коняеву удалось отрезать от неприятельской эскадры один фрегат и две шебеки. На их уничтожение Коняев послал фрегаты «Святой Николай», «Слава» и шебеку «Забияка». После ожесточенной артиллерийской перестрелки вражеские суда попытались спастись бегством под прикрытие своих береговых батарей. Русские фрегаты преследовали их, постоянно обстреливая из погонных орудий. Вскоре открыли огонь турецкие береговые батареи, однако русским фрегатам удалось загнать неприятельские суда на мель, где они и были сожжены фрегатом «Слава».
На второй день (27 октября (7 ноября)) пришлось ограничиться лавированием и наблюдением вследствие очень сильного северо-восточного ветра. Неприятель был усмотрен у самого берега под защитой двух крепостей города Патраса. Русские моряки сосчитали состав неприятельского флота: 8 фрегатов и 14 шебек. Лишь перед самым вечером эскадра Коняева смогла приблизиться к вражескому флоту и обстреляла его, хотя и без особого успеха. Настал третий день — 28 октября (8 ноября) 1772 года.

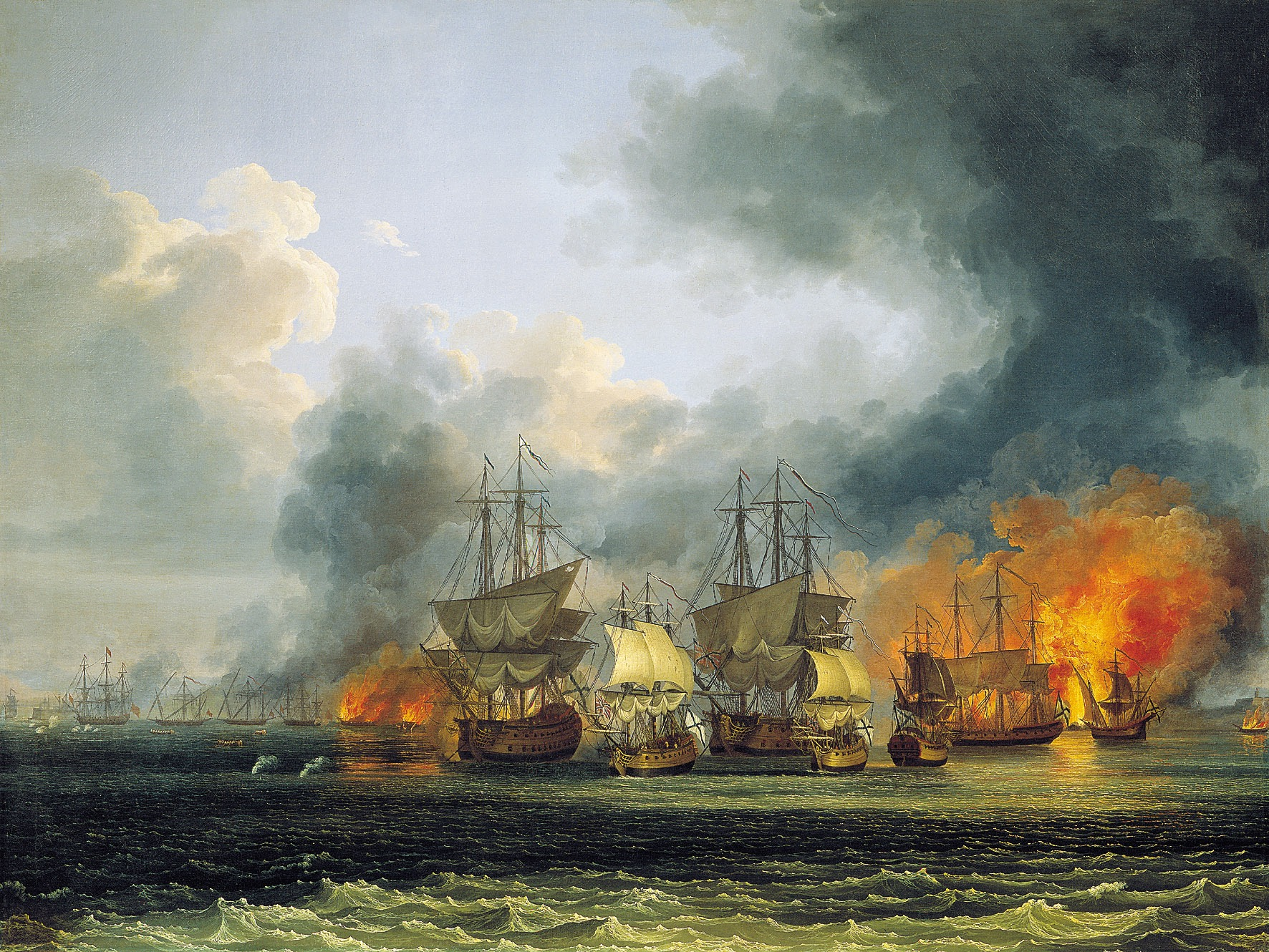
Сражение у города Патрас. Картина Якоба Филиппа Хаккерта

В момент подхода к Патрасу в распоряжении Коняева были два линейных корабля («Граф Орлов» — 64 пушки, «Чесма» — 74 пушки), два фрегата («Святой Николай» — 26 пушек, «Слава» — 16 пушек), две «поляки» («Модон» и «Ауза» — по 12 пушек) и одна шебека («Забияка» — 18 пушек). Но у неприятеля было 8 фрегатов (по 30 пушек) и 14 шебек (на одних — по 30, на других — по 20 пушек). Русская атака при таких условиях была очень рискованной.
Наглядно демонстрируют подготовку к бою записи шканечного журнала линейного корабля «Граф Орлов» с половины восьмого утра 28 октября. Вот кое-что из того, что записывал час за часом в этот день ведший шканечный журнал штурман Савва Мокеев:

10 час. 

В начале 10 часа с обоих крепостей и с неприятельского флота начали производить по нас пальбу, но мы несмотря на страсть оной, надеялись на своё мужество и на помощь всевышнего бога чем себя охотно побуждали дать баталию а мы с эскадрою усиливали притти к неприятелю в ближнее расстояние дабы наши пушки удобнее их вредить могли.

11 час. 

В исходе 11 часа и выстрелом от нас из пушки сигналом велено лечь на якорь и вступить в бой с неприятелем. Вся эскадра лавировалась и поворачивали каждый особо как им было способно, стараясь только о том чтоб притти на ближнее расстояние к неприятелю. Глубина по лоту 35—30—25 сажень, грунт — ил.

12 час. 

В половине 12 часа приблизившись мы к неприятельскому флоту от ближнего к нам неприятельского фрегата 2 кабельтова более не было хотя «Чесме» и определено стать к крепости первой но присмотря наш командующий что на оной сделалось помешательство в управлении также и в парусах и начала спускаться под ветр и надежды не предвидел от нея сделать успеха но на место оной приказано от командующего заступить самим и на глубине 20 сажень ил грунт убрав паруса положили якорь… и начата от нас по неприятельскому флоту, лежащему к крепости и в крепость куда только было удобно действовать сильно жестокая пальба с левого борта с обоих деков ядрами книпелями и картечью брандскугелями, а с «Чесмы» и фрегата «Николая» также сильно, а фрегат «Слава» и шебека «Забияка», находясь под ветром под парусами ближе к эскадре имели баталию с неприятелем куда их было можно с таким же успехом, что лучше ото всех желать не можно, а «Мадон» и «Ауза» будучи тогда вдали от нас под ветром не имели случая биться, в исходе часа увидели мы от нашей с эскадрою сильной пальбы с неприятельских судов люди бросалися к воду и с великой торопливостью, иные съезжали на берег и по ним ещё более от нас пальба происходила и сшибли в 6-х стоящего фрегата безань мачту и зажжен от наших брандскугелей…. А в неприятельском флоте на многих уже шебеках и фрегатах на ближних к нам спущены флаги и вымпелы, в которых мы палили и оных оказалось, что те неприятельские суда от нашей эскадры побежденные сделались.

Бежавший турецкий флот пробовал укрыться под защитой береговых батарей. Развязка боя, по существу уже решённого в пользу русских 28 октября, наступила 29 октября (9 ноября). Эскадра Коняева в этот день систематически громила артиллерией и поджигала брандскугелями сбившийся у берега, разбитый и совсем уже беспомощный турецкий флот.
К 16 часам 29 октября (9 ноября) всё было кончено. За 28 и 29 октября русская эскадра сожгла семь фрегатов и восемь шебек. Один турецкий фрегат успел втянуться в Лепантский залив (сейчас Коринфский залив), но был уже так поврежден в сражении, что (по словам греческих очевидцев) на следующий день затонул. Лишь шесть турецких шебек сумели спастись бегством.
Русские корабли получили лишь незначительные повреждения. В русских экипажах потери были совсем ничтожны: на корабле «Чесма» убит лейтенант Козмин, ранены — лейтенант Лопухин и пять матросов. Кроме этого на одной из шебек также был ранен матрос. Граф Орлов получил донесение о Патрасской победе от капитана Коняева 14 (25) ноября 1772 года, то есть через 16 дней после события.

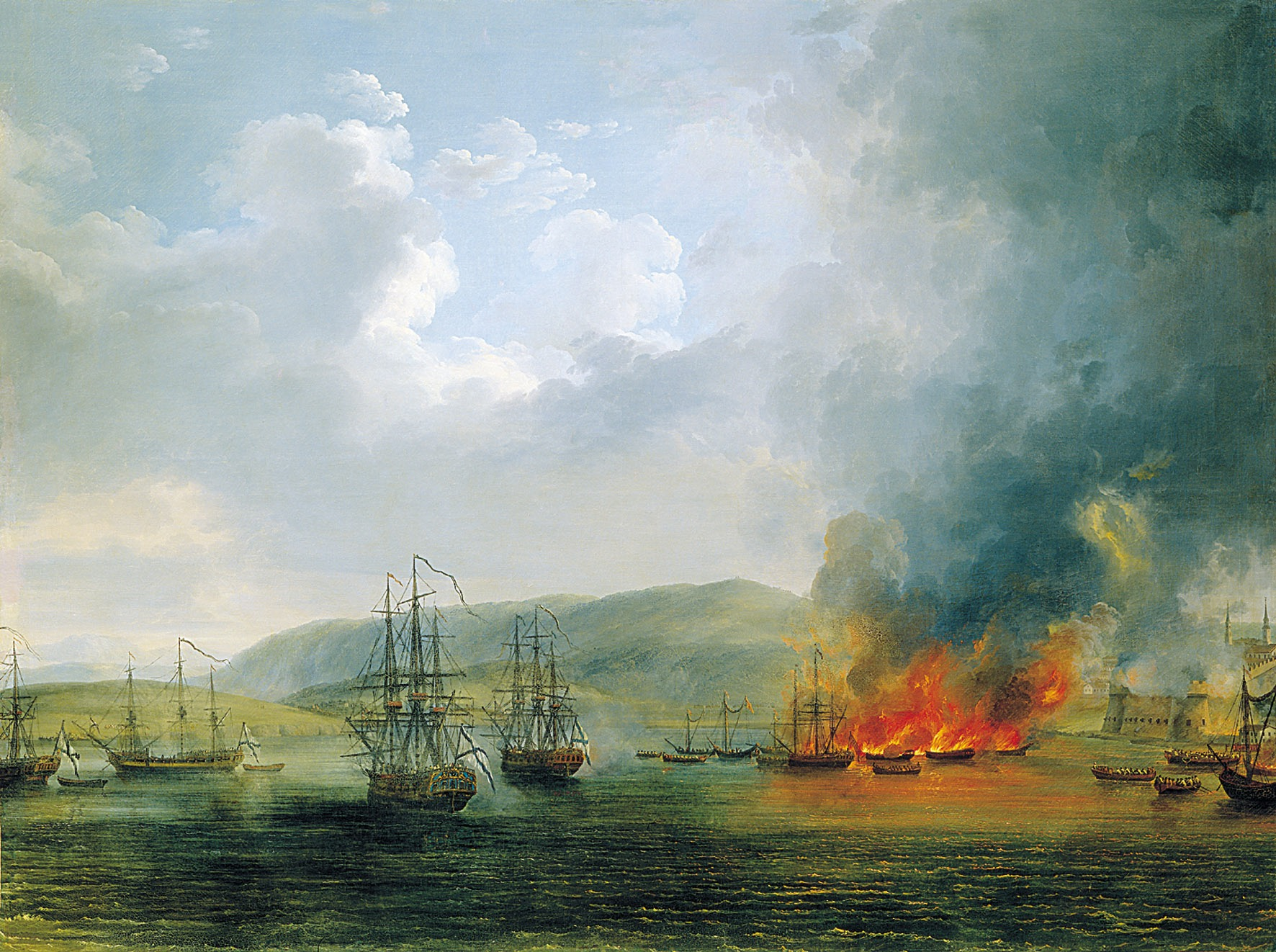
«Второе сражение у бухты Чесма 24 октября 1772 года». Картина Якоба Филиппа Хаккерта

### Атака Грейга на крепость в Чесме
Алексей Орлов получил информацию, что в Чесменской бухте неприятель строит флот и возводит сильные укрепления. Почти одновременно с действиями Коняева-Войновича в Ионическом море в Хиосский пролив 15 (26) октября была направлена эскадра контр-адмирала Самуила Грейга — в составе эскадры 3 линейных корабля («Победа», «Трёх Святителей», «Всеволод»), 6 фрегатов («Надежда», «Африка», «Парос», «Победа», «Григорий» и «Констанция») и 1 бомбардирский корабль («Молния»). 24 октября (4 ноября) Грейг атаковал крепость Чесма. Русские корабли подошли к берегу на расстояние 300 метров и открыли сильный огонь по крепости. После подавления сопротивления орудий крепости Грейг высадил десант (солдаты Преображенского полка и албанцы) в количестве 520 человек. Десант овладел форштадтом (предместьем) и двумя магазинами, сжег их, захватил 2 пушки и 5 фальконетов; огнём с фрегатов были истреблены стоявшие в порту мелкие неприятельские суда, кроме пяти (2 фелюги, баркас и 2 лодки), взятых в плен. Потеря русских — 9 убитых, 10 раненых).

### Рейд Алексиано у Дамьетты

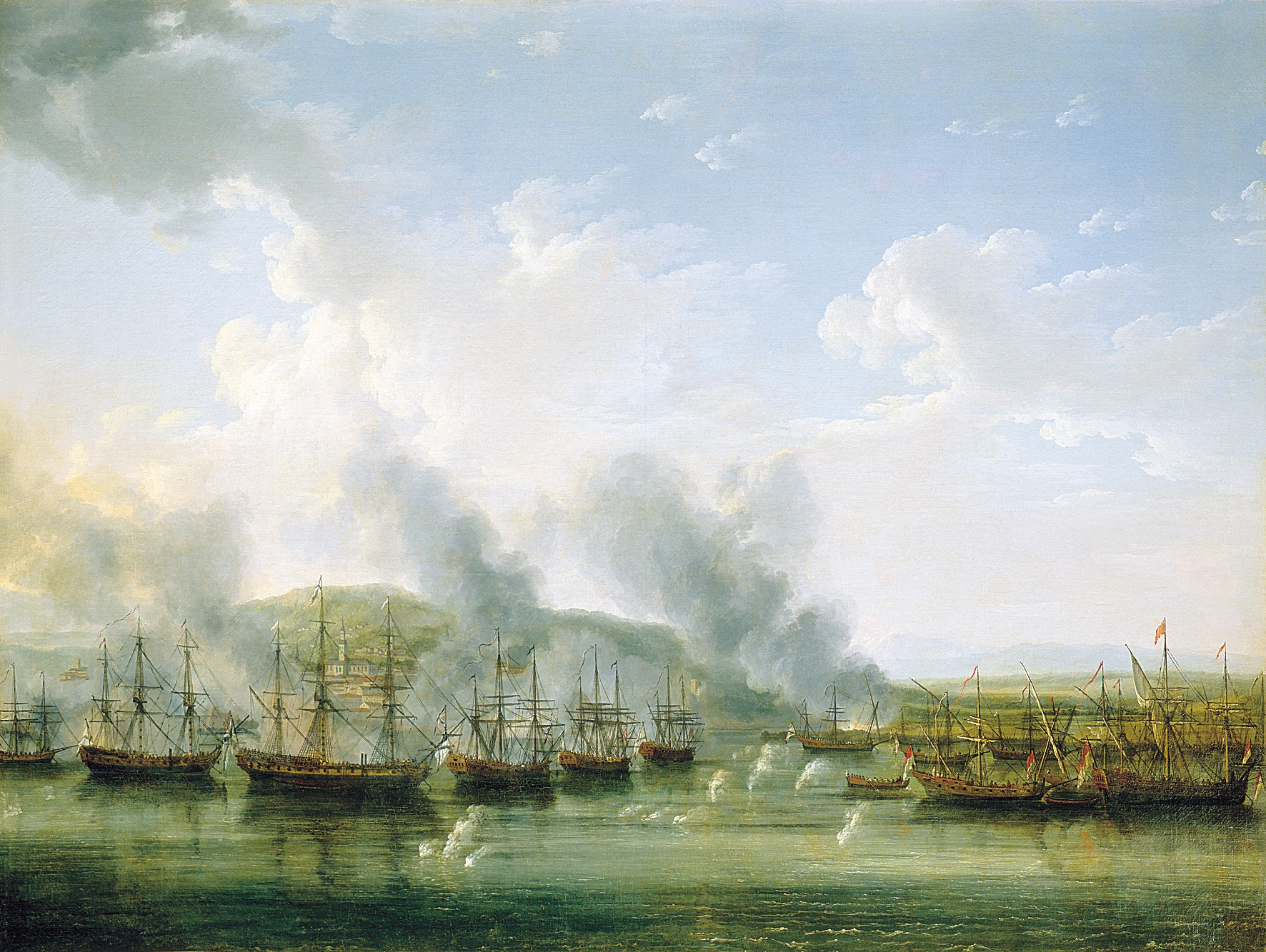
Я. Ф. Хаккерт «Сражение русского флота с турецким у крепости Дамиетта 21 октября 1772 г.»

Лейтенант П. Алексиано с фрегатом «Святой Павел» и фелюкой совершил 21 октября (1 ноября) 1772 года нападение на гавань египетского порта Дамьетта в восточной части дельты Нила. В результате нападения потоплено 2 крупных судна (на каждом по 20 пушек) на рейде Дамьетты и пленено несколько мелких судов. На следующий день в открытом море Алексиано захватил судно, на котором находился важный турецкий военачальник Селим-бей. После пленения Селим-бея комендант крепости Александрия приказал потопить все суда в гавани, опасаясь атаки Алексиано. Это позволило русским судам благополучно уйти в Эгейское море.

### Перемирие на 4 месяца
В ноябре 1772 года почти весь флот собрался у острова Миконос. Алексей Орлов был очень доволен разгромом дульционитской эскадры, однако он был обеспокоен тем, что тунисская эскадра в составе 12 тридцатипушечных фрегатов находилась у берегов острова Кандии. Остатки дульционитской эскадры продолжали плавать по Адриатике, что очень беспокоило главнокомандующего, так как затрудняло связь русского флота с Италией. Кроме этого Орлов получал постоянные известия от своей разведки о том, что алжирская эскадра находится в боевой готовности в Мраморном море и это вынуждало его держать вблизи Дарданелл постоянную эскадру из нескольких линейных кораблей и фрегатов. Орлов уже собрался навалиться всей мощью своего флота на тунисскую эскадру, но получил письмо из Бухареста о заключённом с турками перемирии, которое связывало ему руки. В своих письмах графу Панину Орлов выражал беспокойство о коварстве турок, о том, что они нарушают условия перемирия. По условиям перемирия судам нейтральных государств была предоставлена свобода судоходства в контролируемых русской эскадрой водах при соблюдении некоторых условий.
Всем судам, крейсировавшим в Средиземном море была сообщена инструкция как поступать с судами нейтральных держав, плавающих в водах Архипелага.
1) Все суда под Турецкими, Алжирскими, Тунисскими, Триполийскими и Рагузинскими флагами признаются законным призом со всем грузом, хотя бы и нейтральных держав.
2) Все суда под Греческим флагом, выходящие из турецких портов, тоже признаются законным призом.
3) Флаг нейтральных государств не прикрывает военного груза, который конфискуется, даже если он принадлежит купцам нейтральных государств. За провоз и простой ничего не платится.
4) Флаги нейтральных государств не прикрывают неприятельского груза.
Всё время зимнего перемирия 4 линейных корабля и несколько фрегатов продолжали крейсировать близ Дарданелл, угрожая, в случае нарушения перемирия, блокировать любое судоходство.

## Кампания 1773 года

### Планы на кампанию
Перемирие действовало до конца марта 1773 года, а далее было продлено до июня. Орлов продолжал блокаду Дарданелл, но по условиям перемирия суда с продовольствием могли прибывать в Константинополь и свободно пропускались русскими судами. А это делало блокаду Дарданелл фиктивной и позволило туркам запастись продовольствием, что позволило им продолжить войну. В это время положение Орловых при дворе ухудшилось, Григорий Орлов был удалён от двора, а он всегда поддерживал на военных советах Екатерины предложения своего брата. Это заставило Алексея Орлова действовать осторожнее, ограничило его самостоятельность в управлении флотом и сковывало его инициативу.
В июне переговоры закончились безрезультатно и боевые действия возобновились. На военном совете ведущих офицеров всех четырёх эскадр флота, действующих в Эгейском море, был составлен план действий на кампанию 1773 года, согласно которому:
1. 2 линейных корабля («Святой Януарий» и «Победа») и 2 фрегата («Парос» и «Делос») направлялись в Адриатическое море для действий против остатков «дульционитской» эскадры и для обеспечения бесперебойной связи с Италией.
2. Два отряда отправлялись в Восточное Средиземноморье. Два фрегата («Святой Николай», «Слава»), шебека «Забияка», несколько мелких судов и галер с десантом под командованием И. Войновича должны были идти к Родосу и Кипру с целью контроля за морским побережьем юга Малой Азии и Сирии. Отряд капитана Кожухова (фрегаты «Святой Павел» и «Надежда» с несколькими мелкими судами) отправлялся к берегам Египта, и далее также к Сирии.
3. Основная часть флота — 7 линейных кораблей, несколько фрегатов и 2 бомбардирских судна должны были крейсировать по Эгейскому морю под командой Спиридова, продолжать блокирование Дарданелл, мешать торговле в крупных портах Салоники и Смирна, подрывая этим экономику турок.
4. 1 линейный корабль, несколько фрегатов и мелких судов должны были оставаться в Аузе для защиты базы (в том числе адмиралтейства и магазинов флота)[59].

### Атака на Бодрум и Станчио

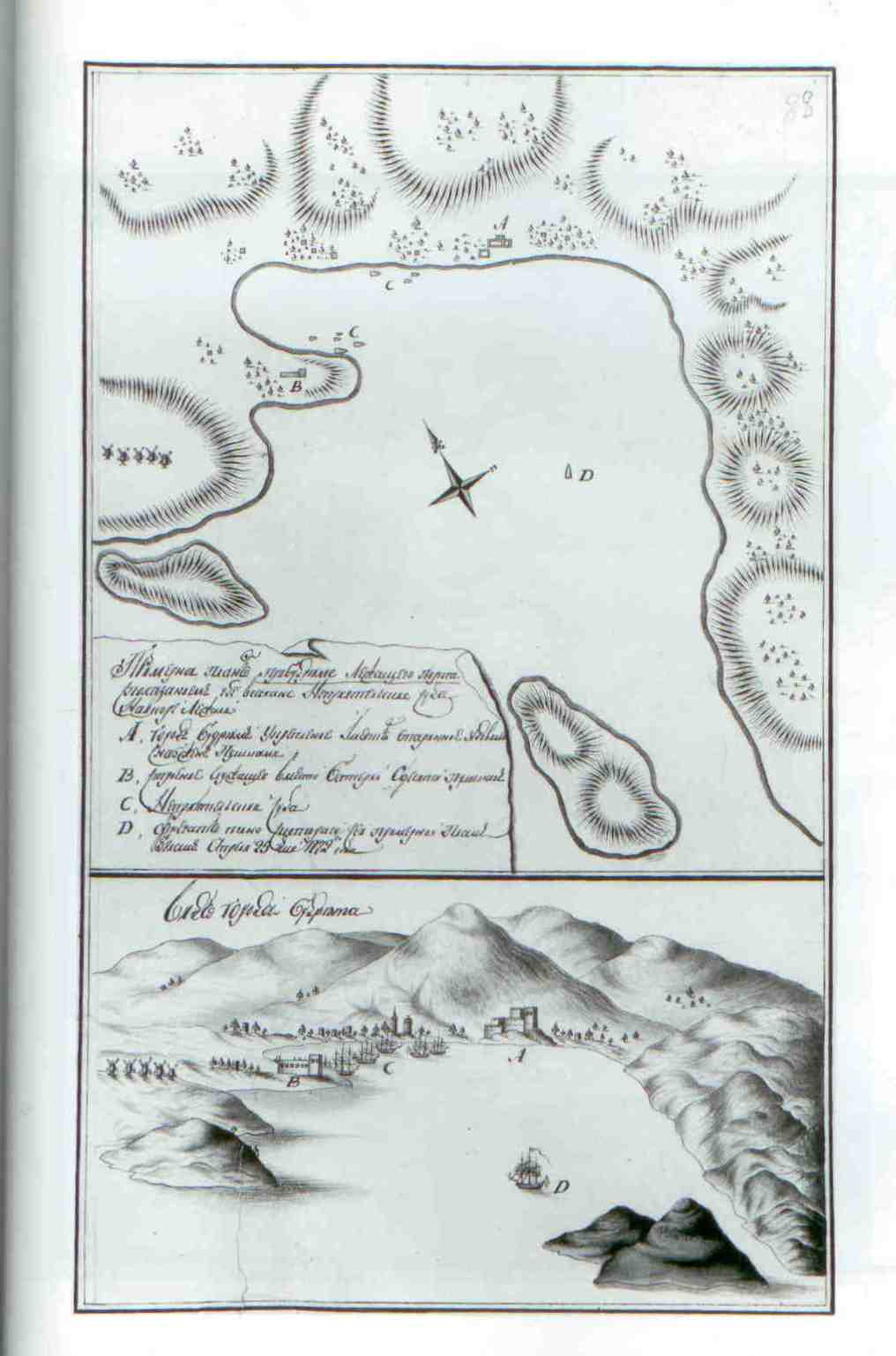
Карта и панорама Бодрума, сделана русским фрегатом «Тино»

Спиридов из основной части флота образовал 3 дивизии. Одну из них под командованием контр-адмирала Елманова в составе 4 линейных корабля («Трёх Святителей», «Трёх Иерархов», «Саратов» и «Георгий Победоносец»), 4 фрегата («Северный Орёл», «Тино», «Победа» и «Соломбал») и 3 бомбардирских судна («Гром», «Молния» и «Страшный») была направлена к юго-западному берегу Малой Азии и к архипелагу Додеканес. Вторая дивизия под командованием самого Спиридова в составе 5 линейных кораблей («Европа», «Всеволод», «Чесма», «Ростислав» и «Граф Орлов») и фрегат «Запасный» направилась к острову Самос. Третья дивизия (пакетбот «Почтальон» и 7 мелких судов) направили для разорения северных берегов Малой Азии.
Спиридов поручил дивизии Елманова атаковать Бодрум и остров Станчио, в которых были значительные провиантские магазины. Вот что писал Спиридов в письме Елманову о проведении атаки на Бодрум и Станчио:

Стараться сколько возможно в Будруме и в Станчио о получении провиантов для пищи всему войску. Сказывали, что в Станчио, а особливо и Будруме были провиантские магазины, и что туда из Александрии и Туниса и на нейтральных судах приваживали пшено сорочинское, кофе и пшеницу. И ежели ныне есть магазины, то из оных бы получить погрузкою на наши суда, а ежели получить не можно, то старатца те с хлебом магазины сжечь и разорить… Неприятельские суда за невозможностью вывести зжечь

Дивизия Елманова 30 июля (10 августа) совершила нападение на Бодрум. В 19.00 бомбардирские суда дивизии стали обстреливать крепость и предместье, через час высадили десант в 1000 человек, а в 4.00 утра ещё 1500 человек, который овладел предместьем, сжёг почти всё предместье, 2 полугалеры, фелюгу и адмиралтейские и провиантские магазины. Находящейся в гавани фрегат сжечь не удалось, после этого десант вернулся на суда. Потери русских — 21 человек убитыми, 25 ранеными, потери турок (по русским данным) — до 300 человек убитыми и ранеными.
6 (17) августа Елманов напал на крепость острова Станчио (сейчас Кос). После бомбардировки крепости и берега с бомбардирских судов и фрегатов Елманов высадил десант в 1200 человек (албанские батальоны). Но при высадке произошла недооценка противника (Елманов предполагал, что турецкий гарнизон составляет 2 тысячи человек, но турок оказалось около 5 тысяч). Командующий высадил дополнительно десант регулярных войск в составе двух рот, основным вооружением этих рот были 7 трёхфунтовых единорогов. Турки отступили и сражение прекратилось. Наступила ночь, но десантированные не расположились на отдых, а провели всю ночь под ружьём, отдыхая по очереди. Утром утомленный десант оказался не способен сопротивляться численно превосходящим туркам и отступил. При этом единороги были брошены, но турки не преследовали отступивших и потери оказались относительно невелики — в двухдневном сражении погибло 86 человек и ранено 44. Потери турок (по русским данным) около 500 человек. Елманов отступил от острова и соединился со Спиридовым. Объединённая эскадра в октябре направилась на север Эгейского моря, к острову Тассо, где запаслась строевым лесом. В ноябре основная эскадра Спиридова вернулась в Аузу на зимовку.

### Осада Бейрута
Наиболее удачным для русского флота событием в кампании 1773 года были операции отрядов Войновича и Кожухова в Сирии. Отряд Войновича весной (с апреля) 1773 года крейсировал между Кипром и побережьем Малой Азии. 12 (23) июня отряд Войновича прибыл к городу Сур, где встретил эмиссара Орлова в Сирии поручика Баумгартена, который сообщил Войновичу, что заключил союзный договор с поднявшим мятеж против турок шейхом города Акры и лидером друзов Дахиром о совместных действиях против турок. Шейх Дахир контролировал значительную часть побережья Палестины и Ливана от Хайфы до Сайды и выражал готовность перейти под покровительство России. Вскоре Войнович получил письмо от подчинявшегося Дахиру губернатора Сайды, который просил русских помочь друзам атаковать Бейрут. Войнович отправил шебеку «Забияка» и галеру к Бейруту в помощь друзам. Бейрут был блокирован с моря, подвоз продуктов в город прекратился. 17 (28) июля в Акку пришла эскадра капитана Михаила Кожухова в составе двух фрегатов («Святой Павел», «Надежда»), 5 поляк и двух полугалер и соединилась с отрядом Войновича. Кожухов принял командование объединённой эскадрой и заключил договор с посланником шейха Дахира. Шейх Дахир и остальные друзские шейхи и эмиры признавали покровительство России и обязались воевать с Турцией, пока Россия будет в состоянии войны с ней. Кожухов же обещал новым союзникам помощь в осаде Бейрута.
25 июля (5 августа) эскадра Кожухова начала осаду Бейрута. Под стены города был высажен десант, корабли начали бомбардировать крепость. Десант состоял из почти 800 регулярных участников похода (главным образом морских канониров), при значительном количестве нерегулярных частей из греков, южных славян и албанцев. Стены Бейрута были сильно разрушены артиллерией, но на штурм союзники не решились из-за численного превосходства осаждённых турок и угрозы с тыла со стороны верного туркам паши Халеба. Было решено ожидать подкреплений от Дахира из Акры, а десанту вернуться на корабли. В августе Дахир разбил халебского пашу, русский десант вновь высадился 18 (29) августа и блокировал город с суши. После месяца плотной блокады с суши и моря 30 сентября (10 октября) осажденные согласились капитулировать: город переходил в руки друзских шейхов, а гарнизон поступал в распоряжение Дахира. Русские вступили в город и на следующий день передали его союзным друзам. В качестве трофеев были взяты 2 полугалеры с 17 пушками, 14 пушек в крепости Бейрута, 1 мортира и 9 фальконетов, много драгоценного ручного оружия, дорогих тканей и посуды. Кроме того было взято 300 тысяч пиастров контрибуции, которую, согласно Морскому уставу, разделили между судовыми командами. В одном из пунктов договора о капитуляции значилось о признании Турцией друзов состоящими под покровительством России. Всего за время боевых действий под Бейрутом в регулярных соединениях флота погибло 17 человек и ранено 32 человека. Вместе с нерегулярными десантными частями общие потери в Сирии составили 34 убитых, 96 раненых. До начала января 1774 года отряд Кожухова оставался в Сирии, а затем вернулся в Эгейское море.

## Кампания 1774 года
В феврале 1774 года адмирал Спиридов по состоянию здоровья сдал командование адмиралу Елманову и уехал в Ливорно. Боевые действия в 1774 ограничивались крейсерством нескольких эскадр по периметру Архипелага и разорением некоторых опорных пунктов турок на побережье материка и островов. Из отдельных эпизодов можно отметить взятие десантом с фрегата «Слава» и четырёх мелких судов 30 мая (10 июня) 1774 года батареи (4 пушки) в Хиосском проливе и взятие десантом в 160 человек с фрегата «Святой Павел» крепости на острове Имброс (произошло 26 июля (6 августа) 1774 года); русским досталось 16 орудий, 4 бочки пороху и 4,2 тысячи ядер.
В сентябре 1774 года в Эгейское море прибыла пятая эскадра под командованием контр-адмирала Грейга. В составе эскадры было 4 линейных корабля — «Исидор», «Александр Невский», «Жён Мироносиц», «Дмитрий Донской» и два фрегата — «Павел» и «Наталия». Но эскадра прибыла уже после окончания боевых действий — 10 (21) июля 1774 года был заключён Кючук-Кайнарджийский мирный договор. Согласно условиям мира Россия возвращала Османской империи все острова Эгейского Архипелага и должна была эвакуировать весь флот.

## Возвращение экспедиции
Русский флот в Эгейском море в момент ухода состоял из 15 линейных кораблей, 21 фрегата и 60 мелких судов. Согласно условиям договора русский флот должен был покинуть Эгейское море за 3 месяца. Для перехода из Средиземного моря обратно в Балтийское требовалось провести ремонт судов: проконопатить все пазы, обшить досками днища для безопасности от червей, на некоторые корабли сделать новые мачты и бушприты. Многие малые фрегаты (из приобретенных в Архипелаге) из-за недостатков постройки могли не выдержать длинный путь.
В августе 1774 года килеванию в порту Ауза подверглись линейные корабли: «Граф Орлов», «Ростислав», «Всеволод», «Георгий Победоносец», «Саратов», «Победа», «Европа», «Трёх Иерархов» и фрегат «Африка». Корабль «Чесма» направили на килевание в Порт-Магон на Менорку. Линейные корабли «Святой Януарий», «Трёх Святителей», «Не тронь меня» и бомбардирский корабль «Гром» идти в Россию не могли и были разобраны на дрова. Елманову для ремонта судов требовалось до 300 палубных и до 15 тысяч обшивочных досок, достать которые в Эгейском море было невозможно и было необходимо ждать их из Ливорно. Для ремонта кораблей требовалось не менее 6 месяцев.
1 (12) октября 1774 года фрегаты «Слава», «Архипелаг» и «Наталья» и поляка «Патмос» отплыли через Мраморное море в Константинополь. Фрегат «Слава» прошёл через Босфор в Чёрное море и доставил греков-переселенцев в Керчь. Фрегаты «Слава», «Наталья» и «Архипелаг» в январе 1775 года вернулись в Эгейское море.
17 (28) октября первая дивизия кораблей под командованием контр-адмирала Грейга в составе его бывшей пятой эскадры отплыла в Ливорно, где и оставалась там до середины февраля 1775 года. В Ливорно эта дивизия поучаствовала в эпизоде захвата самозванки княжны Таракановой графом Алексеем Орловым. 12 (23) февраля Алексей Орлов прибыл с княжной Таракановой на флагманский корабль Грейга «Исидор», где княжну взяли под арест. Через два дня (14 (25) февраля) эскадра Грейга вышла из Ливорно в Балтийское море, 4 (15) марта прошла Гибралтар, в начале апреля прошла Англию и 24 мая (4 июня) прибыла в Кронштадт. 26 мая (6 июня) княжну Тараканову сняли с судна «Исидор» и перевезли в тюрьму в Петропавловскую крепость.
16 (27) декабря 1774 года из Аузы вышла вторая дивизия кораблей под командованием контр-адмирала Базбаля и направилась прямо в Россию. Дивизия состояла из линейных кораблей «Ростислав», «Саратов», «Граф Орлов», бомбардирского корабля «Страшный» и фрегатов «Помощный» и «Запасный». 10 февраля дивизия пришла в Ливорно, 28 мая в Портсмут. 19 августа дивизия Базбаля пришла в Кронштадт, по пути зайдя в Ревель, где высадила Шлиссельбургский пехотный полк.
Руководство экспедиции были обеспокоено судьбой принявших подданство России средиземноморских греков и арнаутов. Было решено поселить их на новых территориях, присоединённых к России в результате войны. 23 марта Елманов отправил в Чёрное море через Константинополь под видом торговых судов фрегат «Архипелаг» и пакетбот «Почтальон» с служившими России в Архипелаге греками и албанцами, вместе с их жёнами и детьми, выдав им жалование за 2 месяца вперёд. После благополучного плавания в Керчь суда «Архипелаг» и «Почтальон» влились в Черноморский флот. В мае 1775 года тем же маршрутом проследовали 11 торговых судов с греческими и албанскими переселенцами под конвоем фрегатов «Африка», «Святой Николай», «Тино» и «Победа», из этих фрегатов «Африка» не входила в Дарданеллы и впоследствии вернулась в Балтийское море вместе с основной частью флота.
23 мая (3 июня) 1775 года контр-адмирал Елманов вышел с оставшейся частью русского флота из Аузы. В составе его эскадры были линейные корабли «Георгий Победоносец», «Европа», «Победа» и фрегат «Северный Орёл». По пути к его эскадре присоединился фрегат «Наталья», конвоировавший в марте суда в Дарданеллы, в июле 1775 года эскадра Елманова пришла в Порт-Магон на Менорку. В Порт-Магоне ещё с осени 1774 года ремонтировались линейные корабли «Чесма» и «Трёх Иерархов», бомбардирский корабль «Молния» и пинки «Венус», «Сатурн» и «Соломбал». Пинк «Соломбал» Елманов посчитал неспособным к плаванию в Балтийское море и оставил на попечение российского консула. Дождавшись из Эгейского моря прибытия двух фрегатов «Африка» и «Парос», Елманов 15 (26) августа отправился со своей эскадрой в Балтийское море. 11 (22) сентября эскадра Елманова пришла в Портсмут, простояв там несколько дней, отправилась дальше и 9 октября Елманов вернулся со своей эскадрой в Ревель.
В Ливорно оставались ещё фрегаты «Слава», «Констанция» и линейный корабль «Не Тронь меня». Корабль «Не Тронь меня» почти сгнил и не мог доплыть до России, Елманов хотел отправить его через Константинополь в Чёрное море, но Османское правительство отказалось его пропустить. Корабль пришлось разломать на дрова, для перевоза его команды купили 2 фрегата «Богемия» и «Унгария», которые отправили в Балтийское море. Корабли пришли в Кронштадт лишь в июне 1776 года. Фрегат «Слава» также был непригоден к переходу в Балтийское море и был продан. Фрегаты «Святой Павел» и «Констанция» остались в Ливорно, их рассчитывали в будущем отправить в Чёрное море.

## Потери и стоимость экспедиции
Всего из Балтийского моря в составе 5 экспедиций в Эгейское море было послано 20 линейных кораблей, 5 фрегатов, 1 бомбардирский корабль и 8 мелких судов (пинки, пакетботы и другие). Ещё 11 фрегатов и 2 бомбардирских судна было куплено или добровольно присоединилось к русскому флоту. Захвачены у противника в качестве трофея за всю экспедицию 1 линейный корабль и 11 фрегатов.
Из всех судов за время экспедиции разломано из-за ветхости или вследствие повреждений 4 линейных корабля («Северный Орёл» в Англии в 1770 году, «Святой Януарий», «Трёх Святителей» и «Не тронь меня» в 1775 году в конце экспедиции), 6 фрегатов (пленные «Зея», «Мило» и «Андро» в 1772, «Надежда Благополучия», «Миконо» (пленный) и «Делос» (пленный) в 1773 году), 1 бомбардирский корабль («Гром») и 2 мелких судна (пинки «Святой Павел» в 1772 году и «Соломбал» в 1773 году). Погибло в боях и несчастных случаях 4 корабля («Святой Евстафий» в 1770 году разбился во время Хиосского сражения, «Святослав» и пленный «Родос» — в 1770 году сели на мель и были сожжены, «Азия» в 1773 году без вести пропал), 2 фрегата («Феодор» и «Санторин» (оба пленные), в 1771 году) и 3 мелких судна (пинк «Лапоминк», судно «Чичагов», пакетбот «Летучий»). На родину в Балтийское и Чёрное моря вернулись 13 линейных кораблей, 18 фрегатов и 2 бомбардирских судна.
Из посланных в экспедицию в составе 5 эскадр 12 200 человек не вернулось (то есть погибли и умерли во время экспедиции) 4516 человек. В это число не входят многочисленные добровольцы из греков, албанцев и балканских славян добровольно присоединившиеся к русскому флоту в самом Эгейском море. Их число превосходило 5 тысяч человек, но потери среди них не учтены. Многие из средиземноморских греков, балканских славян и албанцев переселились на фрегатах флота на побережье Чёрного моря и в Петербург.
О стоимости экспедиции сведения не полны: По данным историка Балтийского флота А. Соколова снаряжение первых трёх эскадр (1769—1771) обошлось в 1 576 749 рублей; содержание четырёх эскадр в 1772—73 г. обходилось в 508 725 рублей, содержание 5 эскадр в 1775 году стоило 565 142 рубля, следовательно, во все 6 лет издержано на снаряжение и содержание эскадр — 3 149 341 рублей; вновь, сверх штата, для настоящей войны собственно построенные суда стоили 1 285 598; всего 4 434 939 рублей. Но сюда не вошли суммы, ассигнованные непосредственно из Государственного Казначейства: Графу Орлову, при самом начале кампании, на чрезвычайные расходы 300 000 рублей, Адмиралу Спиридову 480 000, адмиралам Эльфинстону и Арфу по 200 000; суммы посылавшиеся графу Орлову впоследствии; подати, собираемые с жителей островов, принявших российское подданство; призовые части, поступавшие в казну. После возвращения экспедиции в 1776 году Екатерина II приказала выдать в качестве награды всем участникам экспедиции 360113 рублей.

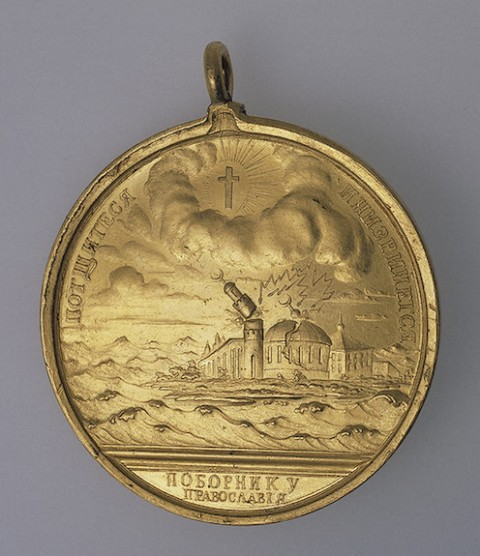
золотая медаль «Поборнику Православия» в 20 червонцев, выпущена для поощрения греческих повстанцев в борьбе против турок

К периоду Первой Архипелагской экспедиции относятся интереснейшие медали с надписью «Поборнику православия», они выпущены без указания на них каких-либо дат. Ни проекта, ни документов на изготовление этих медалей в архивах не сохранилось. В публикациях Ю. Б. Иверсена они названы «Медалями на ныняшний военный случай», указано, что чеканили их из золота и разного достоинства — в 20,15,12,5 и 3 червонца. «Предписывается также выпуск серебряных медалей весом в 18, 15, 10, 5 и 2 золотника». В письме Алексею Орлову от 6 мая 1769 года Императрица сообщала: «… приказала к вам отправить также новосделанные медали и панагеи». На медалях изображены константинопольский храм Святой Софии и тонущая в море турецкая мечеть. Медали предназначались для поощрения греческих повстанцев в борьбе против турок. В 1889 году русскими водолазами на дне Чесменской бухты среди обломков корабля «Святой Евстафий» была найдена золотая медаль в 20 червонцев. Эта медаль могла принадлежать одному из влиятельных лиц, находящихся на эскадре и участвовавшему в Чесменской битве, скорее всего обер-прокурору Сената Фёдору Орлову, который покинул «Святой Евстафий» в самый критический момент. Не исключено, что эта медаль могла принадлежать и капитану Крузу, выброшенному в море воздушной волной при взрыве «Святого Евстафия» и вынужденому избавиться от тяжёлых золотых червонцев, тянущих его на дно. Возможно, вместе с червонцами он отправил на дно и эту медаль?
Средства направляемые на экспедицию оказались настолько непомерными для Государственного бюджета Российской империи, что Екатерина II вынуждена была обратиться к внешним займам. Это положило начало государственному долгу России. Займы на экспедицию были погашены только к концу следующего XIX века.

## Итоги и значение Первой Архипелагской экспедиции
Русский флот впервые принял участие в боевых действиях вдали от своих берегов, за многие тысячи километров пути от основного источника пополнения ресурсов. Такая крупная эскадра смогла в значительной степени автономно просуществовать 5 лет во враждебных водах с ограниченными возможностями пополнения и ремонта судов. Был получен опыт боевых действий на море в условиях необычных для русского императорского флота теплых вод и в условиях ограниченности пополнения ресурсов. Однако первоначальные цели экспедиции — создание независимых христианских государств на Балканском полуострове и прорыв флота к Константинополю достигнуты не были.
Значение архипелагской экспедиции в ходе непосредственно боевых действий русско-турецкой войны тоже велико. В Чесменском сражении русский флот одержал самую значительную победу в своей истории. Османская империя полностью лишилась контроля над Эгейским морем в ходе боевых действий и её флот не мог действовать активно в течение всей войны. Блокада Дарданелл сильно подорвала экономические возможности Османской империи и население Стамбула испытывало трудности в снабжении в течение всей войны. Активные действия русского флота на берегах Эгейского моря отвлекали значительные силы турецкой армии и вынуждали её снимать часть войск с главного Дунайского театра военных действий. Действия отдельных групп кораблей русского архипелагского флота в Египте, Ливане и по берегам Эгейского моря пробудили сильные национальные чувства в народах окраин Османской империи, что в дальнейшем сильно способствовало их дальнейшему национальному возрождению и образованию в дальнейшем независимого Греческого государства в ходе войны за независимость и дальнейшему обособлению Египта от Османской империи при Мухаммеде Али.
Но ближайшие итоги экспедиции для греков Пелопоннесса и островов Эгейского моря всё же оказались неблагоприятны — им не удалось освободиться от власти Османской империи, после подавления восстания в Морее на повстанцев майнотов обрушились репрессии, многие помогавшие русскому флоту греки и албанцы были вынуждены покинуть Родину и переселиться в Россию. В результате Первой Архипелагской экспедиции в России появилась греческая община, несколько греческих семей стали родоначальниками дворянских родов Российской империи, таких как Кази, Кумани, Варваци. Из архипелагских переселенцев вышло немало замечательных личностей, вошедших в историю России и её флота. Среди них наиболее известны Ламбро Кацони, Николай Kyмани, Иван Анастаси, Георгий Карандино, Иван Варваци, Стефан Мавромихали, Евстафий Сарандинаки, Михаил Чефалиано и многие другие.

## В художественной литературе
- Данилевский Г. П. «Княжна Тараканова» (1883)
- Кузьмин А. И. Паруса, изорванные в клочья. Истор. повесть. — М.: Детгиз, 1963. — 287 с.
- Шигин В. В. Чесма. Историческое повествование. — М.: Патриот, 1992. — 412 с. — ISBN 5-7030-0500-0.
- Молева Н. М. Алексей Орлов: А. Г. Орлов-Чесменский. — М.: Астрель, 2000. — 480 с. — (Сподвижники и фавориты). — ISBN 5-271-00778-2.